# Axt
Die Axt, oberdeutsch auch Hacke genannt, ist ein Werkzeug und besteht im Allgemeinen aus einem Stück Stahl mit einer geschmiedeten stählernen Schneide (dem Blatt oder Kopf) und dem Haus. Sie ist mit dem Auge auf einem Holz- oder Kunststoffstiel befestigt.
In der Vergangenheit gebräuchliche Namen für Fälläxte/Hacken waren Schrot-/Schrott-, Wende-, Holz-, Mais-/Meis-/Maß-Axt
Entastungsäxte hießen Asthacken oder Astäxte.
Spaltäxte bezeichnete man als Schlegel-Hacke/Axt oder Mösel.

## Allgemein

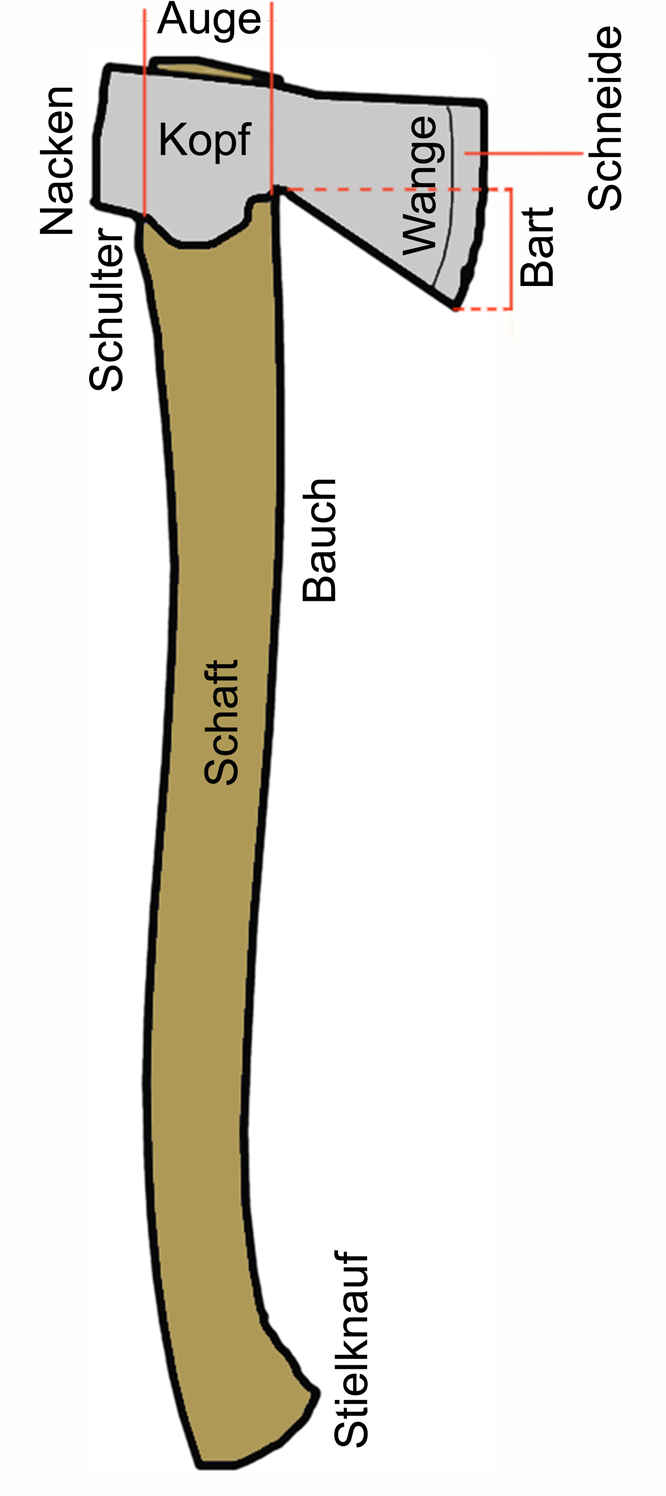
Bestandteile der Axt

Die Axt wird zum Schlagen benutzt. Haus und Kopf sind meist aus Kohlenstoffstahl geschmiedet, weil solcher Stahl bei richtiger Wärmebehandlung einen guten Kompromiss zwischen Härte und Zähigkeit aufweist. Im Unterschied zum kürzeren und leichteren Beil wird die Axt üblicherweise mit beiden Händen geführt. Quer eingestielte Geräte werden als Dechsel oder Querbeil bezeichnet. Sie werden zur Bearbeitung von Holz verwendet.

## Vorgeschichte
Zur Schäftung siehe: Schäftung (Vor- und Frühgeschichte)

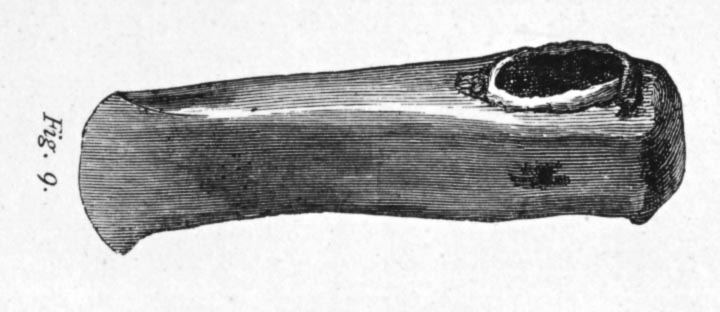
Stiellochaxt des Äneolithikums, Kupfer (Fundort heutiges Ungarn)

Archäologen nennen einen Körper mit Stielloch Axt, denjenigen ohne Schaftloch Beil, unabhängig von Material (Stein, Bronze, Eisen, Kupfer) und Handhabung (ein- bzw. zweihändig) oder Verwendung.
Steinbeile wurden neben Geweihäxten in Europa bereits in der Mittelsteinzeit benutzt und finden sich später auch in Horten. Aus dieser Zeit sind zumeist aus Feuerstein hergestellte, geschliffene und ungeschliffene Beile erhalten (Kernbeil, Scheibenbeil).
In Pratteln im Bezirk Liestal des Kantons Basel-Landschaft in der Schweiz wurde das überaus seltene Halbfabrikat einer Axt aus alpinem Gestein in einer etwa 6000 Jahre alten neolithischen Siedlung gefunden. Die Form der Axt mit den flachen Ober- und Unterseiten ist gut erkennbar. Sie wurde durch Picken mit einem Schlagstein aus einem Gestein herausgearbeitet. Danach sollte wohl zwischen den seitlichen Verdickungen eine Durchbohrung erfolgen, um ein Schaftloch zu schaffen. Dies unterblieb aus ungeklärten Gründen genauso wie das Schleifen und Polieren der Oberflächen. In der Jungsteinzeit wurden Äxte und Beile aus Stein geschliffen. Versuche ergaben, dass beim Schleifen von Quarzit und Sandstein nur die Zugabe von Wasser erforderlich ist, nicht aber von Sand.
Die Kultfunktion von Äxten und Beilen belegt eine bei Cham-Eslen in der Schweiz im Zugersee gefundene 6000 Jahre alte Axt der Cortaillod-Kultur. Ihr Doppelaxtkörper war 17,2 cm lang und mittels Keilen aus Geweih am 1,2 m langen Stiel aus Eschenholz befestigt. Dieser war spiralförmig mit rhombenverzierter Birkenrinde umwickelt. Der Stiel der äneolithischen Axt aus Grab 43 von Varna in Bulgarien war mit einem Goldstreifen umwickelt. Seit dem Jungneolithikum kommen Äxte aus Kupfer vor.

## Geschichte

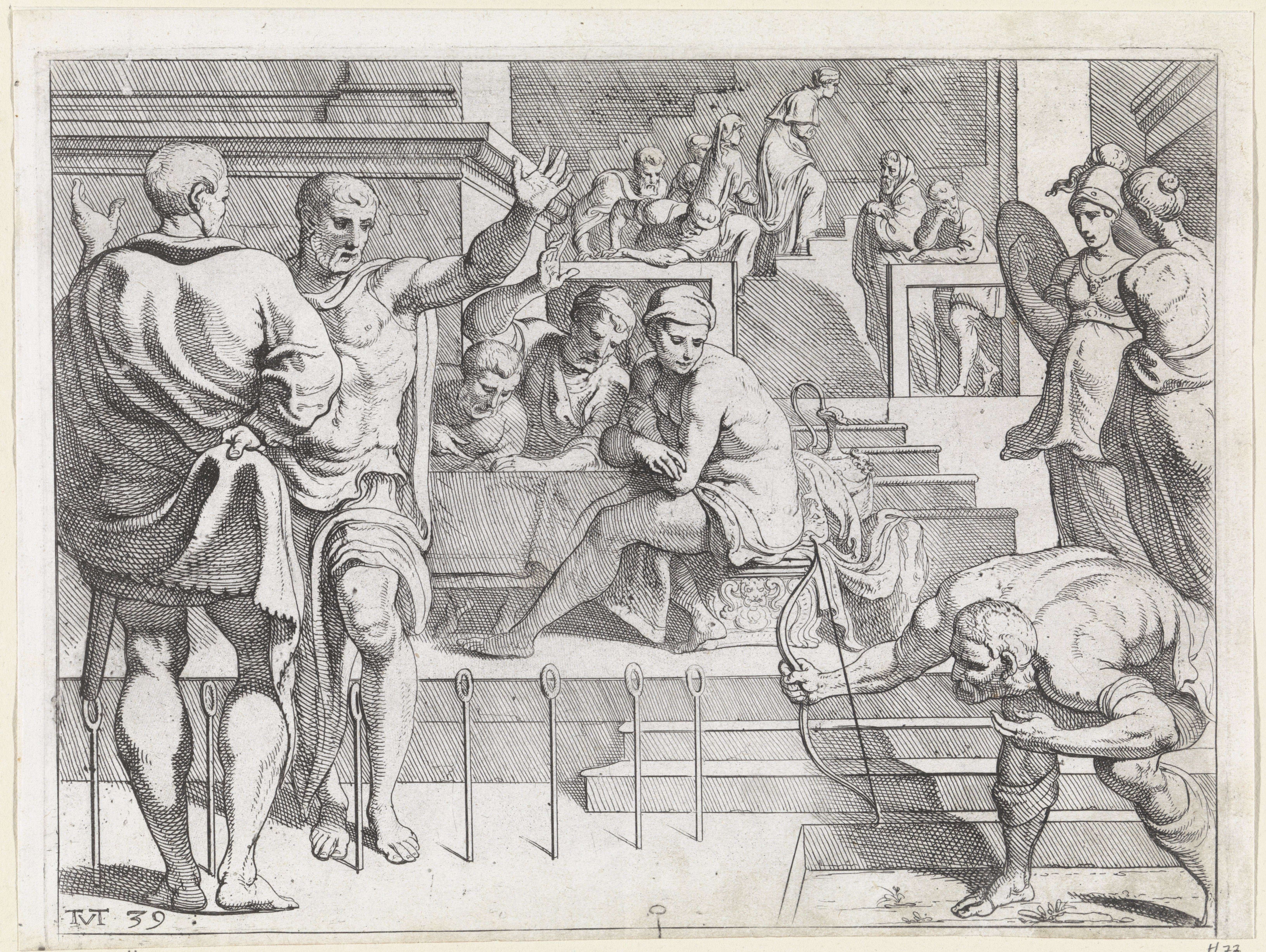
Odysseus vor den Axt-Ösen

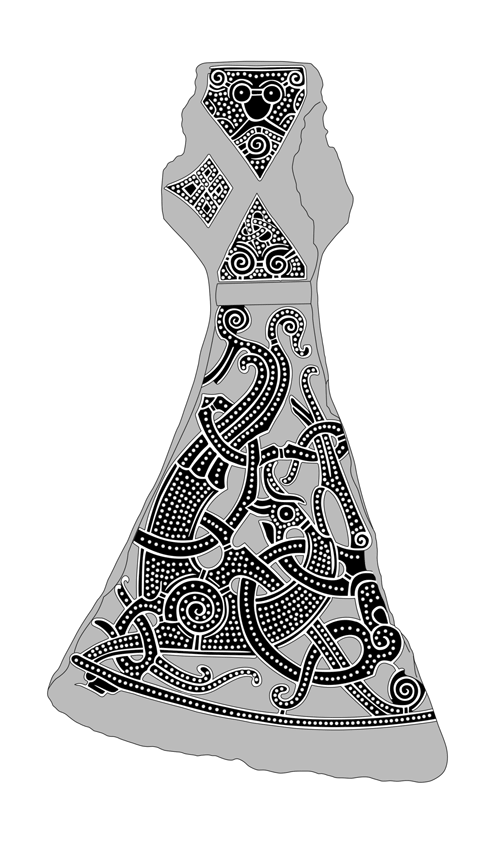
Beil aus Mammen (Dänemark)

In einem Runen-Schriftzug aus Maes Howe auf den Orkneyinseln behauptet der Urheber der Zeilen, der erfahrenste Runenschreiber des westlichen Ozeans zu sein und jenes Beil benutzt zu haben, das einst Gaukr Trandilsson aus Island gehörte. Hermann Pálsson (1921–2002), der sich um die Übersetzung der Orkneyinga saga verdient machte, rekonstruierte, wer der Schreiber war. Seine Vorfahren hatten 200 Jahre zuvor den Besitzer des Beils erschlagen und es von Generation zu Generation vererbt, bis es in die Hände von Þórhallr Ásgrímsson dem Schreiber gelangte. Beile waren also keinesfalls nur Gebrauchsgut, sondern auch Statussymbole, mit denen unter anderem Runen geritzt wurden.
Odysseus beweist nach seiner Heimkehr nach Ithaka seine Identität, indem er mit seinem Bogen einen Pfeil durch die Stiellöcher („Augen“) von zwölf Beilen schießt.
In moderner Zeit werden Beile und Äxte aus Stahl geschmiedet. Der Körper ist mit einem Loch (Auge) versehen, um eine feste Verbindung mit dem Stiel zu gewährleisten.

## Herstellung
1. (nicht mehr gebräuchliche Lappen- oder Falttechnik) Ein Stück Flachstahl (meist C45) wurde über einen Dorn, der die Form des Beilauges besaß, mittig gebogen, die beiden Enden dann zusammengeschweißt, eine Schneide ausgeschmiedet und im Einsatz- oder Nitrierverfahren gehärtet
2. (nicht mehr gebräuchlich) Zwischen die beiden Enden des nach 1 gebogenen Flachstahls wurde ein kleines Stück Kohlenstoffstahl eingeschoben, mit dem Eisen verschweißt und ausgeschmiedet, je nach Stahl in Öl oder Wasser gehärtet und danach angelassen
3. (nicht mehr gebräuchlich; war immer selten) An das Flacheisen nach 1 und 2 wurde durch Überlappungsschweißung das Schneidenstück angesetzt
4. (nicht mehr gebräuchlich) Um das aus einem Flachstahl zusammengebogene oder aus einem Stück gelochte und ausgeschmiedete Blatt aus Eisen wurde ein Stück flachen Stahls gelegt, verschweißt und ausgeschmiedet
5. (noch üblich in Dorfschmieden) Ein rechteckig geformtes Stück Eisen wird unter einem Hammer oder einer Schmiedepresse mittels eines Dorns gelocht, wodurch das Öhr für den Stiel entsteht. Die der zukünftigen Schneide zugewendeten Eisenmasse wird mit einem Meißel aufgeschnitten, in den Schlitz ein Stück Kohlenstoffstahl eingeschoben und dieses verschweißt.
6. (heute üblich) Ein rechteckiges Stück Stahl wird unter der Presse gelocht, oder das Öhr gepresst und dann unter dem Hammer ausgeschmiedet. Da es sich um eine ganz aus Stahl hergestellte Axt handelt, spricht man von einer „Ganzstahlaxt“

## Verwendung

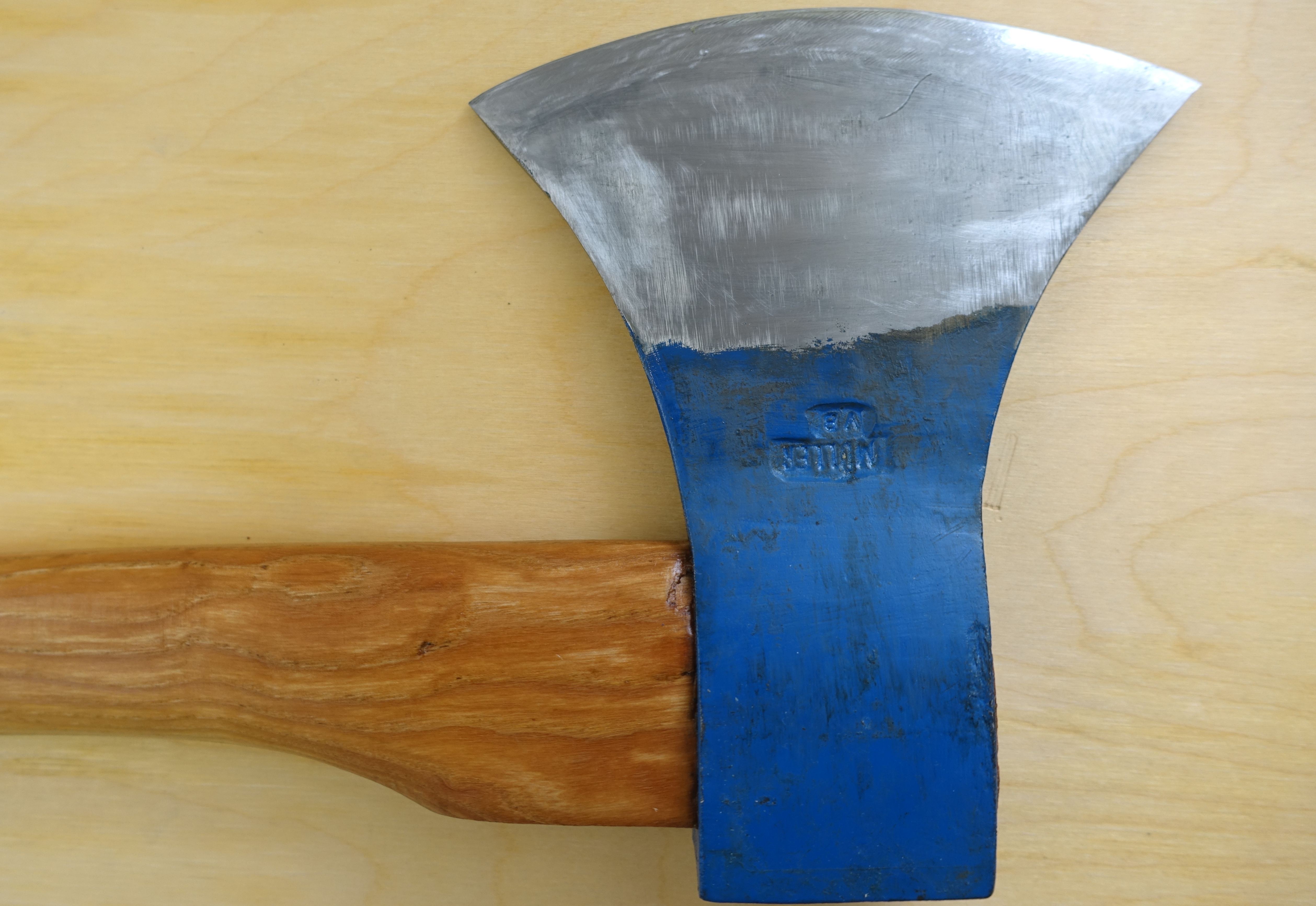
Entastungsaxt mit breitem Blatt

Mit der Axt werden u. a. beim Fällen, Entasten oder Einkerben von Bäumen Holzfasern durchtrennt. Sie verfügt in der Regel über eine beidseitig angeschliffene, mehr oder weniger schlanke Klinge mit relativ spitzem Schneidenwinkel, um ein leichtes Eindringen in das Holz zu ermöglichen. Beim Fällen von Bäumen mit einer Fällaxt wird schräg zur Faserrichtung geschlagen, und zwar von oben und von unten, um einen Keil aus dem Holz zu schlagen. Dieser Keil kann bis zu zwei Drittel in den Stamm ausgeschlagen werden, je nach Neigung und gewünschter Fallrichtung. Dann wird von der Rückseite, leicht nach oben versetzt, ein weiterer Keil ausgehauen, bis der Baum fällt. Anstelle des Aushauens des zweiten Keils war hier später auch ein Schnitt mit einer Zweihand-Blattsäge möglich. Das Benutzen einer Säge oder gar Motorsäge ist oft schneller, da weniger Arbeit aufgewendet werden muss.
Äxte mit besonders breiter und dünner Schneide wurden zum Entasten gefällter Bäume benutzt. Mit dem Aufkommen leichter Motorsägen sind Äxte nur noch wegen geringerer Lärm- und Geruchsbelästigung oder bei Benzinmangel üblich.
Mit einer Spaltaxt (auch Mösel) oder einem Spalthammer wird bereits gesägtes Stammholz zu Brennholz gespalten. Spaltäxte haben eine beidseitig über eine große Fläche geschliffene, starke und schwere Klinge mit relativ stumpfem Schneidenwinkel – sie haben einen deutlich größeren Keilwinkel als Fälläxte oder Zimmermannsbeile. Die Schneide der Axt wird parallel zur Faserrichtung in das Holz geschlagen. Die hohe kinetische Energie erzeugt hohe Spaltkräfte, verbunden mit einer großen Spaltbreite, sodass die Elastizitätsgrenze bis zum Bruch des Holzes leichter überwunden wird. So können große Holzklötze (Stammabschnitte) oft mit einem Schlag gespalten werden. Auch Spalthämmer mit Spaltkeilen oder Holzspalter sind zu diesem Zweck geeignet. Sie weisen einen Keilwinkel bis zu 40° auf.
Qualitativ hochwertige Äxte werden in Deutschland seit 1932 mit dem Gütezeichen „Dreipilz“ ausgezeichnet.
Äxte und Beile mit schneidender und spaltender Funktion dienen zum Behauen und Glätten von Werkstücken, Herstellen von Balken, Pfosten, Konstruktionshölzern und Holzverbindungen. Sie verfügen i. d. R. über schlanke Klingen, die einseitig angeschliffen sein können. Typische Beispiele sind die klassischen Breitbeile der Zimmerleute.

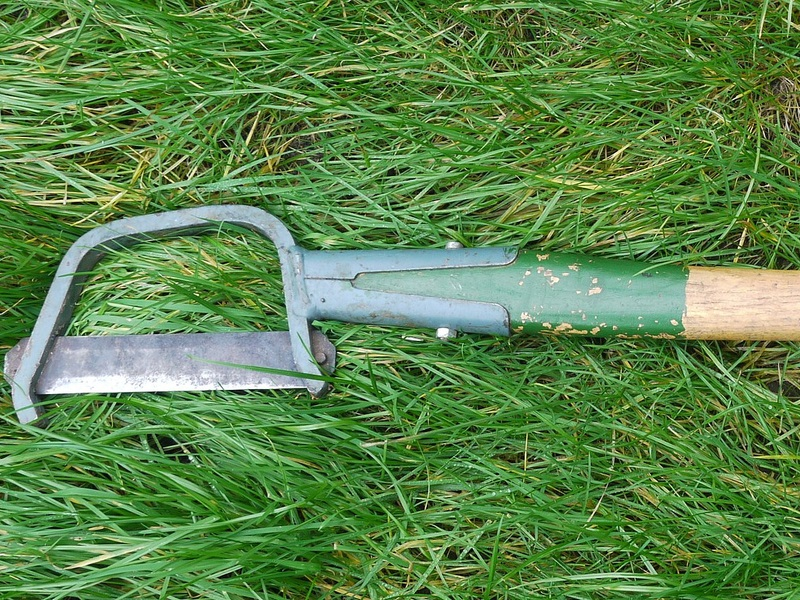
Schwedische Räumaxt

Als schwedische Räumaxt wird ein Werkzeug mit messerartiger Klinge bezeichnet, die hauptsächlich zum Abschneiden und Hacken von jungen Trieben und Sträucher verwendet wird. Sie hat den gleichen Griff wie eine Axt, ist aber leichter. Ein weiterer Unterschied zu einer Axt besteht darin, dass eine Räumaxt eine Schneidklinge aus hartem Stahl hat, die leicht ausgetauscht werden kann, da sie in einer nach außen federnden Halterung geklemmt ist.
Der Sapie, auch Sappi(e), Zappel oder Zapine, ist ein spezielles Rückewerkzeug, das vom Haus her ähnlich wie eine Axt gebaut ist, aber anstelle einer Schneide einen gebogenen Dorn hat. Er erleichtert die manuelle Holzbringung.
Eine weitere Besonderheit stellt die Eisaxt dar. Sie diente bis Anfang des 20. Jahrhunderts zum Bearbeiten und Verschieben von mit Fuhrwerken transportierten Eisblöcken im Eiskeller (Lebensmittelkonservierung).

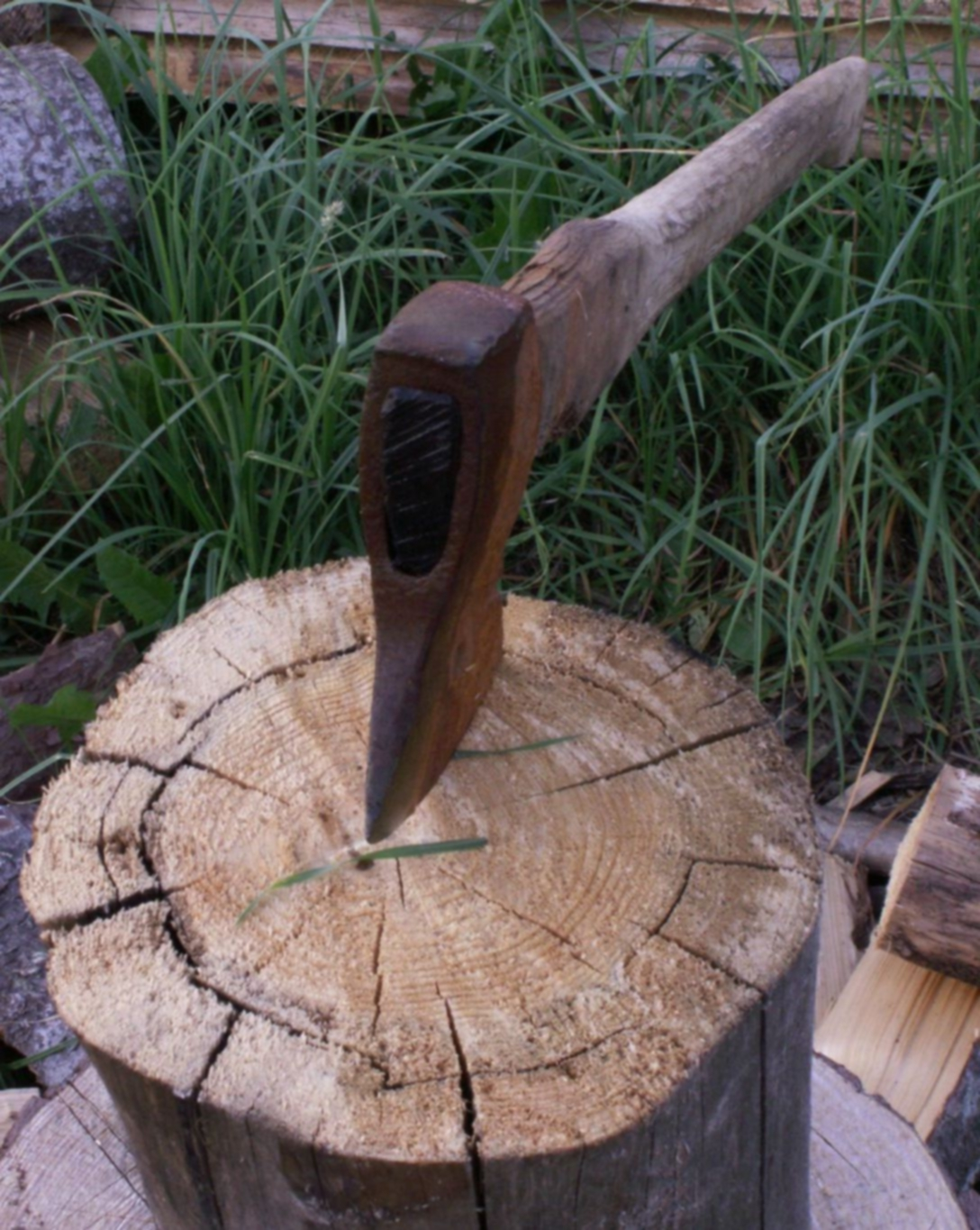
Axt mit großem Keilwinkel zum Spalten von Brennholz
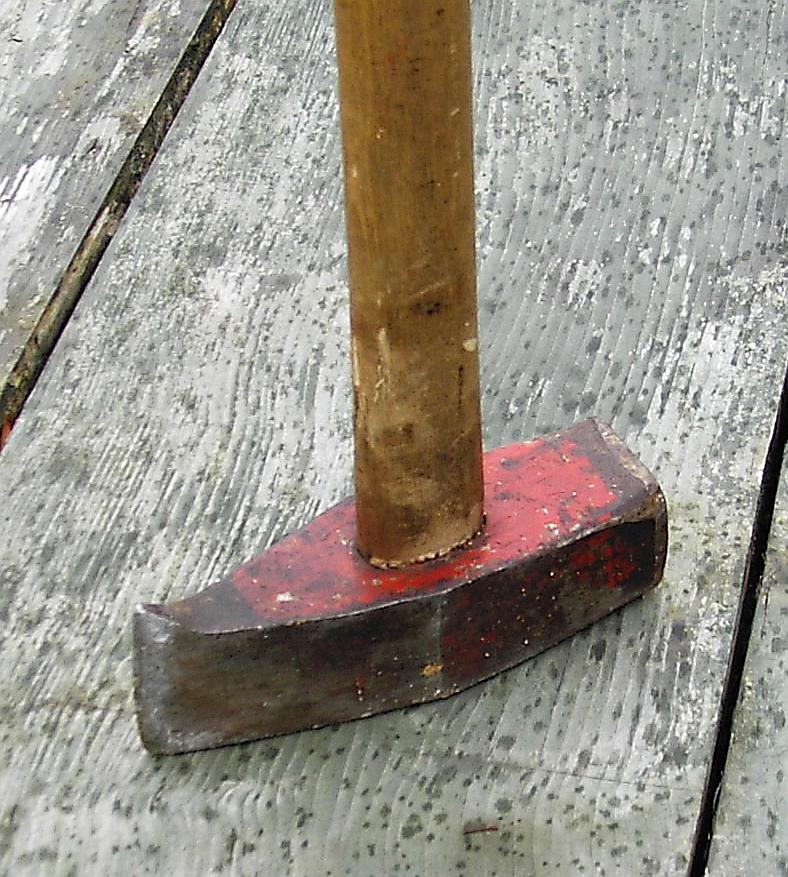
Spalthammer mit großem Keilwinkel
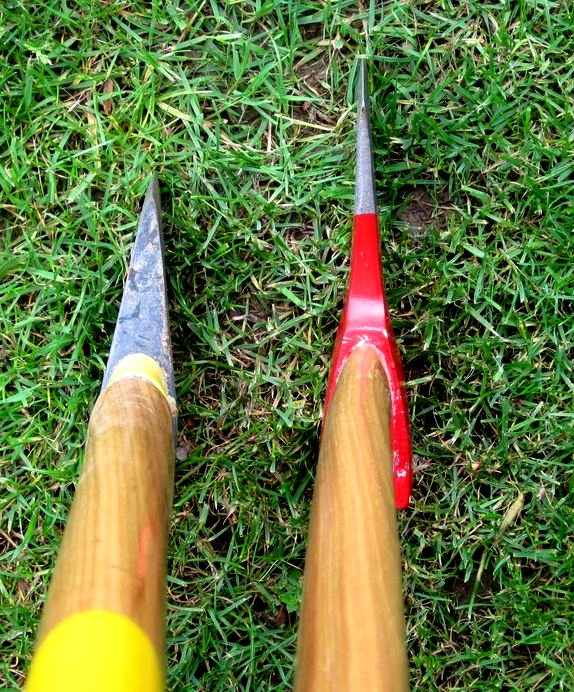
Links Spaltaxt, Keilwinkel ca. 20°; rechts Schneidaxt, Keilwinkel kleiner als 10°
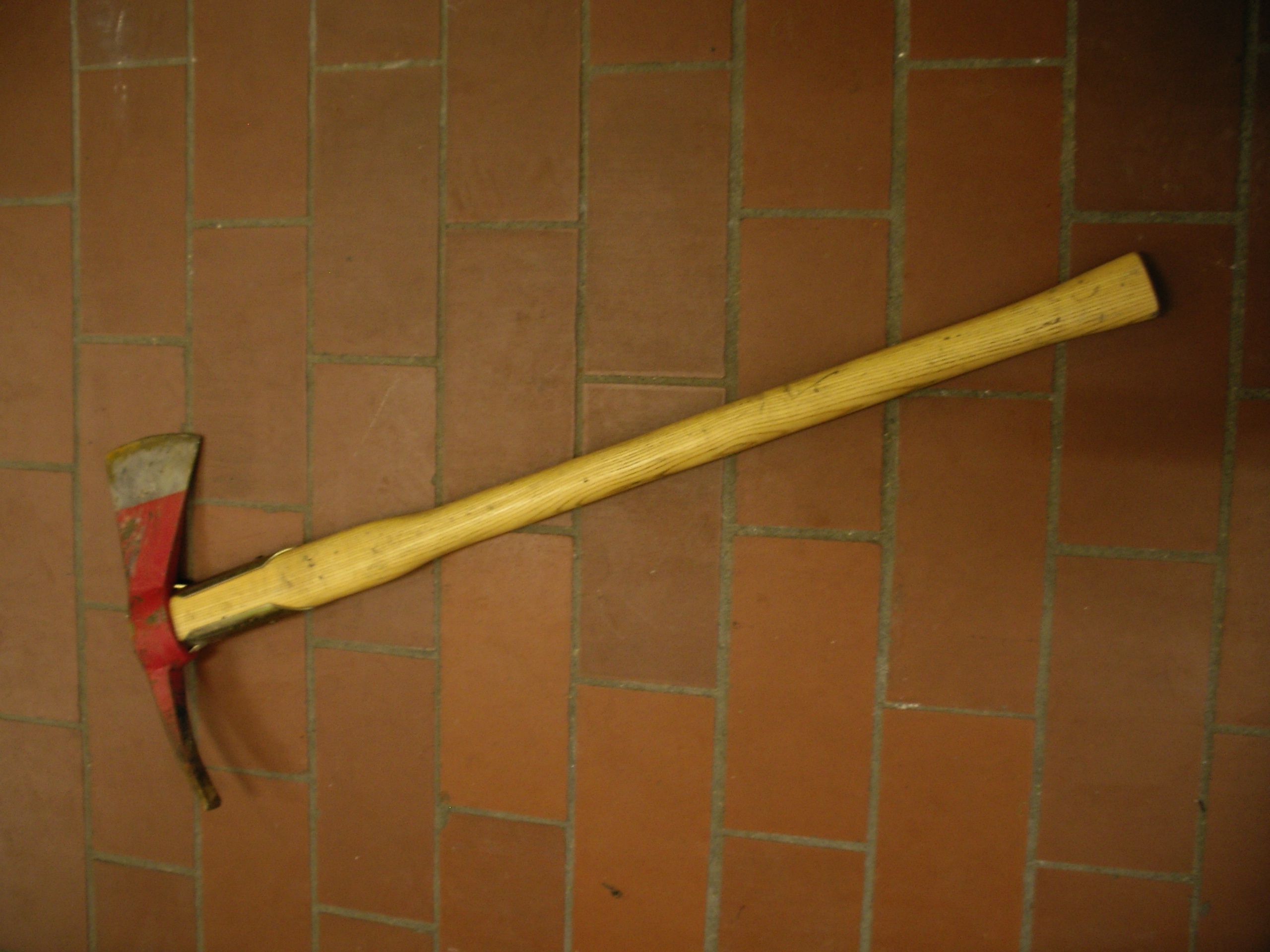
Feuerwehraxt
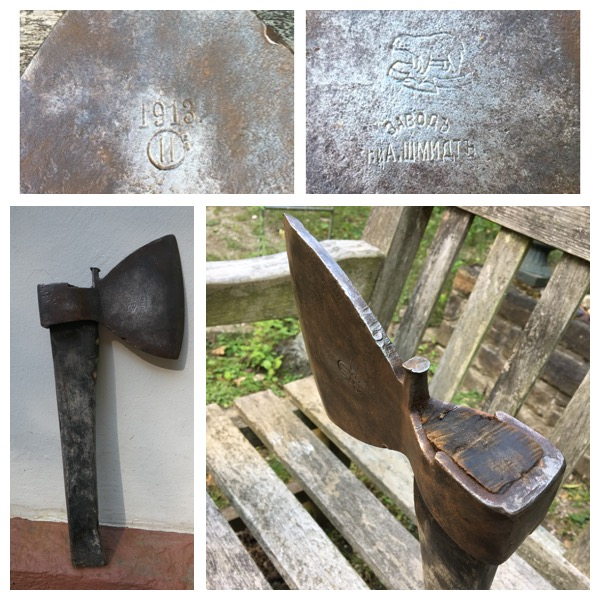
Eisaxt russisches Kaiserreich 1913 mit Beschlagmarken aus dem Eiskeller der Villa Haas
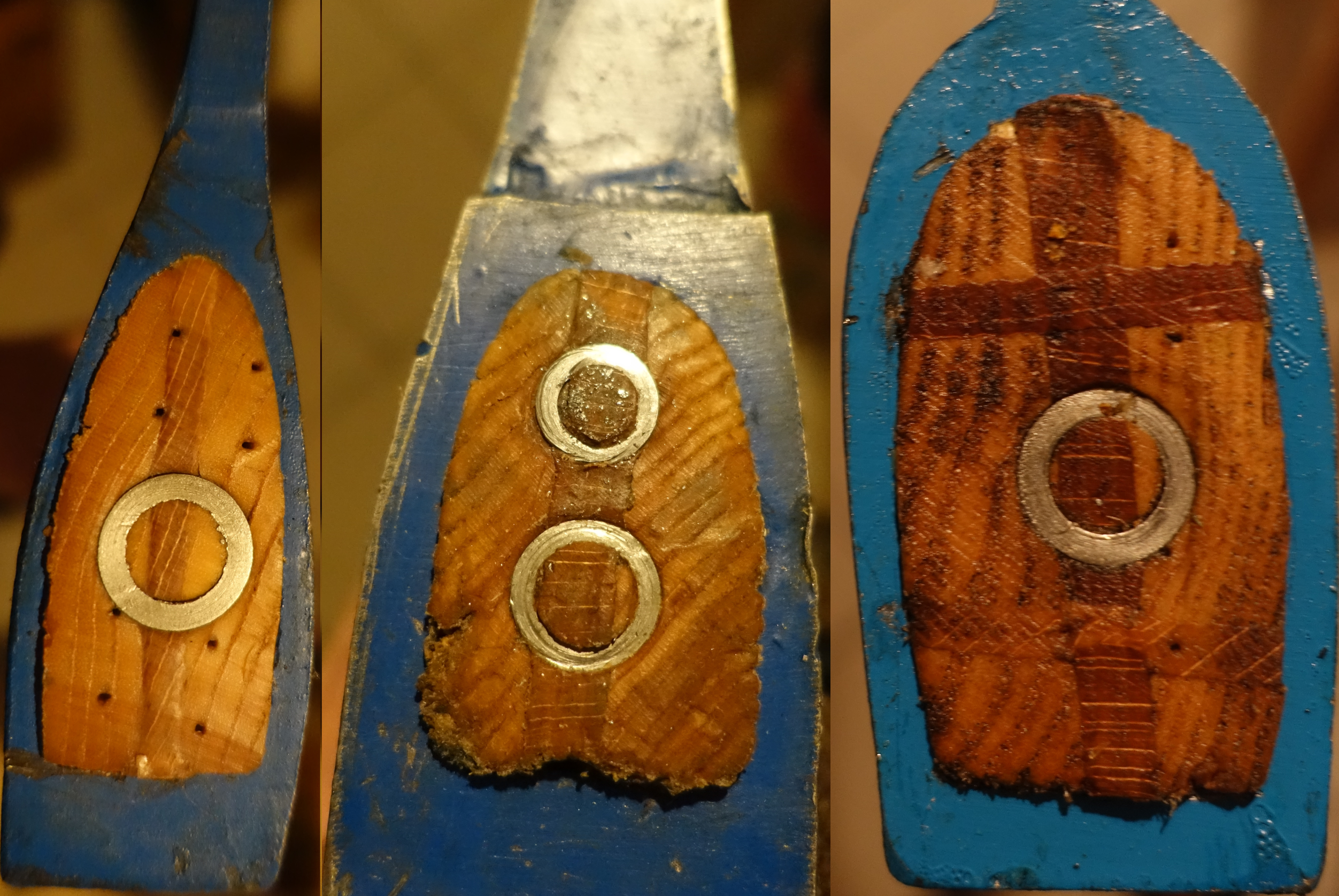
Verschiedene Verkeilungen des Stiels

## Historischer Überblick über die Entwicklung der Axt in Mitteleuropa

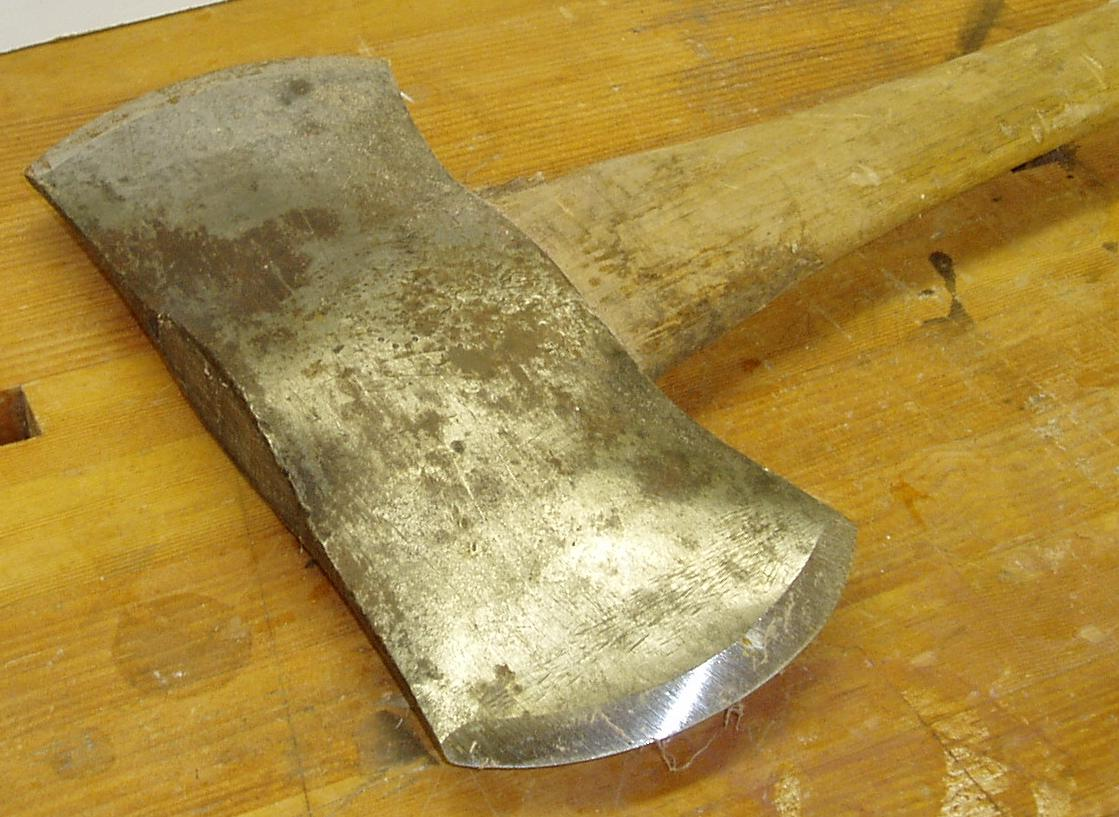
Doppelaxt

In der Zeit der Chelléen (etwa vor 350 000 Jahren) findet sich eine ganz bewusste und vorteilhafte Schlagtechnik zur Erzeugung von Schneidkanten an Steinen. Sie zeigt, dass damals bereits zwei verschiedene Methoden zur Klingenherstellung genutzt wurden.
Die eine Richtung ging bei der Herstellung ihrer Werkzeuge so vor, dass sie eine Feuersteinknolle köpfte und dann fast gleichmäßig geformte breitflächige Späne abschlug.
Die andere Gruppe dagegen zertrümmerte die Steinknolle nicht, sondern entfernte nur soviel von ihren äußeren Teilen, wie nötig war, um ein verwendungsfähiges Stück zu schaffen.
Die dabei entstehende Form nennen wir „Faustkeil“, besser träfe wohl die Bezeichnung „Faustmesser“ zu, denn das Werkzeug ist nach seiner Bauart als Keil völlig ungeeignet, als Messer jedoch durchaus zweckmäßig geformt. Solche mandelförmigen, dreieckigen und ovalen Faustkeile zeigen schon vor 300.000 Jahren sowohl bewundernswerte Handfertigkeit als auch in der Zurichtung ein hochentwickeltes Formengefühl. Von einer Axt kann man in diesen Zeiträumen noch nicht sprechen. Wohl bringt der Faustkeil zwei wichtige Voraussetzungen mit: eine von zwei Seiten durch Abschläge erfolgte Bearbeitung und die Rundung der Schneide. Das Hindernis aber, das einer Verwendung zum Schlag entgegenstand, war die Empfindlichkeit der Schneide. Aus diesem Grund dürfte der Faustkeil nur ausnahmsweise mit einem Stiel versehen gewesen sein. Die Bruchgefahr der Schneide erschwerte übrigens auch in späteren Perioden die Bearbeitung von Holz. Die Eigenart des Axthiebs beim Fällen und Entasten von Bäumen ruft fast immer eine Biegungsbeanspruchung der Schneide hervor.
Bis in die Zeit des Neolithikums war die Zurichtungsweise der Axtschneide dadurch gekennzeichnet, dass diese durch Abschläge (Retuschen) hergestellt wurde. Die Schneide war einem Sägeblatt ähnlich, also wellenförmig bis zackig. Die Abschläge hatten zudem eine meist muschelförmige, also konkave Vertiefung hinterlassen, dadurch war die Schneide gegen Abnutzung und Bruch empfindlich.
Der große Fortschritt, der sich nun anbahnte, und der in Ost- und Südeuropa früher als im Norden wahrgenommen werden kann, bestand darin, dass durch Wegschleifen aller Vertiefungen und Erhöhungen in Schneidennähe und durch ballige Ausformung eine Bruchsicherheit erzielt wurde, „die allein erst die Voraussetzung für die Bearbeitung von Holz schuf“. Das Werkzeug war also das Primäre, das die Holznutzung in größerem Umfang überhaupt erst ermöglichte. Die Änderung der steinzeitlichen Schneidenbearbeitung ist in ihrer technischen Bedeutung bisher vielleicht nicht genügend gewürdigt worden.
Das Neolithikum zeigt einen ungeahnten Reichtum an Axtformen: breitschneidige, zungenförmige, spitznackige, breitnackige, Flach- und Walzenäxte, geschweifte und bootförmige Typen, Hammer- und Doppeläxte. Mit der Vielfalt der Typen ist gegenüber den bisherigen Keulen- oder Astknieschäftungen eine verbesserte Stielbefestigung verbunden: die durchbohrte Steinaxt. Immer noch hält sich die aus einem Stück bestehende Hirschhornhacke als Axtwaffe oder landwirtschaftliches Gerät. (beim Hackbau, Wurzelgraben, zum Aufhacken des Eises beim winterlichen Fischfang,…)

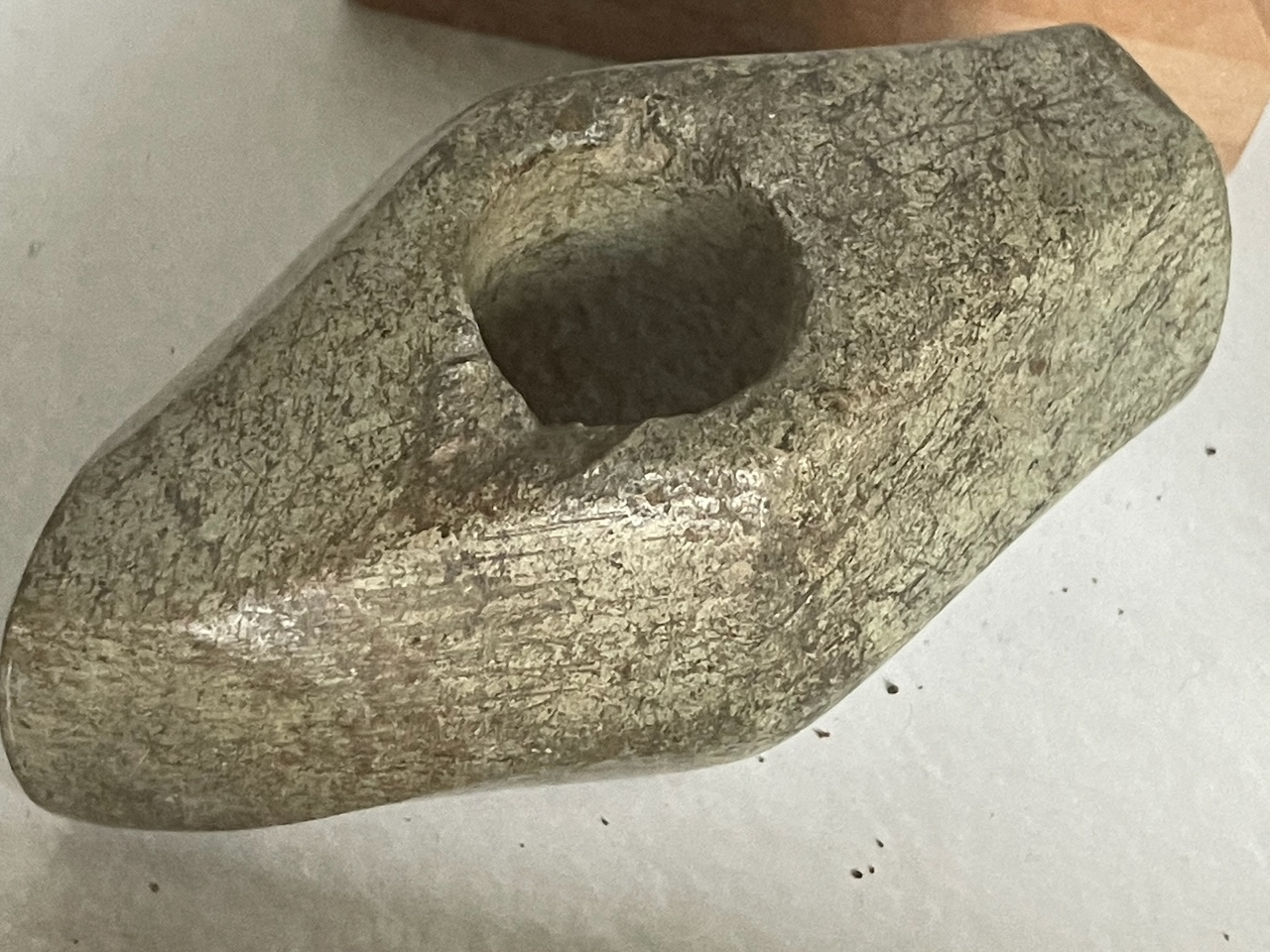
Neolithische Hammeraxt, Vachendorf/Oberbayern

Ob Äxte als Waffen oder Werkzeuge im Gebrauch waren, lässt sich bei Steinäxten oft schwerer entscheiden als bei metallenen Äxten. Nur wenn bestimmte Abnützungsspuren an den Axtschneiden festgestellt werden, kann mit Sicherheit auf die Verwendung als Werkzeug geschlossen werden: am wichtigsten ist der Grad der Abnützung des vorderen Schneidenteils, der Axtzehe. Diese Erscheinung findet sich auch bei modernen Äxten. Dieser Verschleiß kommt dadurch zustande, dass die Axt bei der normalen Schlagbewegung mit der Zehe den abstumpfenden Boden häufiger berührt als mit einem anderen Teil der Schneide. Wird die Axt als Waffe gebraucht, so zeigt sich dieses Merkmal nicht.

## Kupferbeile
In Großbritannien (insbesondere im Osten) und Irland 2500–2200 v. Chr. wurden die ersten Beile aus Kupfer hergestellt. Sie hatten eine mattrote Farbe mit einer schwärzlichen Patina (Anlauffarbe). Sie sind trapezförmig und haben einen dicken Stiel, der an die Form der Steinäxte angelehnt ist. Mit einer durchschnittlichen Dicke von 14 mm sind sie ziemlich dünn. Die Beile können anhand der Breite des Stiels und der Geradheit der Seiten in Typen unterteilt werden.
In der Bronzezeit ist die Grundform des mitteleuropäischen Bronzebeils auf die einfache Flachform der steinernen Beile zurückzuführen. Seitliche, oft nur schwach ausgeprägte Randleisten sollen dem Beil im Kniestiel einen besseren Halt ermöglichen. Werden diese Randleisten kräftiger zu lappenförmigen Gebilden ausgebildet, entstehen die mittelständigen und später die endständigen Lappenbeile. Die Lappen geben dem Stiel eine wesentlich festere Stützung, die man zur Schonung und Erhöhung der Stiellebensdauer noch durch ausgeformte Vertiefungen verstärkte (Absatzbeile).
Werden die Lappen gänzlich geschlossen, entstehen tüllenartige Formen, die Tüllenbeile.
Die Fertigkeit, Eisen zu schmieden und zu verarbeiten, führte zur Herstellung eiserner Beile, die schon in der frühen mitteleuropäischen Eisenzeit gehärtete Schneiden aufwiesen. Manchmal lassen sich deutlich zwei Verwendungsarten erkennen, Beilformen nämlich, die sich besonders für den Kampf oder die Bearbeitung von Holz eignen. Schon in der jüngeren Steinzeit wird der Nacken zur Ergänzung der Waffenwirkung herangezogen, indem ihm hammerförmige oder halbkugelige Formen gegeben werden. Auch im vorderen Orient und im Europa der La Tène-Zeit finden sich ähnliche Beispiele.
In der frühen Metallzeit verliehen dem Stiel manchmal zungenförmige Verlängerungen des Hauses festen Halt gegen seitliche Stielbewegungen. Auch längliche Auswüchse, oberhalb (Helmdach) und unterhalb des Stiels verlaufend, die einen besseren Halt des Stiels gegen vertikale Bewegungen zum Ziel hatten. Während des Mittelalters war eine Öhrform verbreitet, die sich nach vorne verjüngte. Es scheint, dass man diese Art dann vorgezogen hat, wenn man die Axt beim Übergang vom Haus in das Blatt wenig schwächen oder wenig aufbauchen wollte. Derartige Öhre sind heute noch bei den Zimmermannsbreitäxten üblich, ebenso bei Holzhaueräxten in Finnland und Nordschweden.
Sehr häufig findet man bei stählernen Äxten, auch an modernen Formen, eine Einkerbung der Rückenflanke oder auch eine der Vorderflanke gegenüber dem Haus. Sie dürfte sich am ehesten folgendermaßen erklären lassen: Es ist vorteilhaft, wenn die Axtschneide so gestellt wird, dass eine Verbindungslinie Axtzehe – Axtferse in ihrer Verlängerung den Stiel berühren würde. Der Kunstsinn des Axtschmieds verlangte eine gleichwinklige Blattausbildung, bei der die Axtschneide als Dreiecksgrundlinie angesehen, die beiden Schenkel aber durch Vorderflanke und Rückenflanke bestimmt wurden. Um die Gleichwinkligkeit beizubehalten, musste das Blatt eingekerbt werden. In dem einen oder anderen Fall könnte man auch an ein Rudiment aus der Zeit der „Bartäxte“ denken. Mit diesem nicht sehr bezeichnenden Ausdruck soll die Form des stark stielwärts hinausgezogenen Blatts versinnbildlicht werden. Auch wenn die Bartlänge verkleinert wird, verbleibt als Rest immer noch die Einkerbung. „Harzer Axt“ und finnische Form lassen noch klar solche alten Typen erkennen (bei manchen heute verbreiteten Formen dient die Kerbe nur noch zur Kennzeichnung der Rückenflanke beim Einstielen).

## Der Beilkörper
Der Körper eine Beils gliedert sich in Haupt und Blatt.
- Das Haupt stellt gewissermaßen das Fundament des Beils dar. Die heutigen (mitteleuropäischen) Beile haben eine Breite von 60–70 mm, wodurch eine stabile Verbindung des Stiels ermöglicht wird.
- das Blatt (Wangen): Die Form und die Abmessungen des Blatts hängen sehr stark vom Verwendungszweck ab. Äxte mit langen (~30 cm) Blättern waren zweckmäßig, um dicke Bäume „umzuschroten“ und Wurzeln abzuhacken. Nur damit gelang es, tief in das Holz vorzudringen, ohne dass der Stiel hinderlich geworden wäre (Umschroten = Baum nur unter Einsatz einer Axt, ohne Säge, zu Fall bringen).

Das Blatt hatte in früherer Zeit einen vollständigen Keil (stetige glatte Flächen, ohne jeden Absatz), war gewölbt (konvex) oder konkav. Diese Formen kommen daher zustande, weil die Axt einerseits wenig Widerstand beim Eindringen erzeugen, andererseits aber ein leichtes, ermüdungsfreies Raushebeln ermöglichen soll.
Mit dem Aufkommen besserer günstigerer Stähle und der Einführung von Ganzstahläxten wurde das dünnflächige Ausschmieden des Blatts erleichtert bzw. erst ermöglicht. Auch in vorigen Jahrhunderten gab es bereits Äxte mit dünnen Blättern, aber nur solche, deren Blätter keiner starken Biegung standhalten mussten wie Reisighacken oder Kriegsbeile.
Die Blätter heutiger europäischer Arbeitsäxte sind fast parallel, um ein einfaches Nachschleifen zu ermöglichen und relativ dünn (3–5 mm) über die gesamte Blattlänge. Früher waren sie dicker und keilförmiger, um den geforderten Belastungen standzuhalten, so musste man bei jedem Nachschleifen mehr Material entfernen. Sie drangen auch schwerer in das Holz ein.
Es wurde erkannt, dass dennoch für ein dünnes, fast parallel zulaufendes Blatt eine konvexe Auswölbung der Schneide genügt, um ein allzu starkes Stecken zu verhindern.
Die Verwendung von Äxten mit stumpfwinkligen Blättern oder kurzen Äxten (mit stumpfwinkligem Blatt, bei denen der Übergang Blatt-Haus fließend ist, da das Haus gewissermaßen als Blatt angesehen werden kann, bei entsprechender Eindringtiefe), war früher nur beim Fällen auf Brusthöhe (amerikanische, australische Fällart) und beim Zerteilen größerer (>150 mm Durchmesser) Stämmen ohne Säge („bucking“) angewendet.
Im Vergleich zu heutigen waren diese Äxte schwer (2 kg aufwärts) und entsprechend die Eindringtiefe groß.
Bei diesen zwei Anwendungstechniken würde eine parallelblättrige Axt mit nur konvexer Auswölbung der Schneide ohne der nötigen bestimmten Keilwirkung des Blatts dazu führen, dass eine solche zwar tief eindringt, aber der Span nicht „ausgekeilt“ werden kann und sie dadurch steckenbleibt.
Solche Äxte (z. B. „Maine Wedge“) kommen ausschließlich beim Fällen von Nadelbäumen (deren Holz sich axial stärker ausdehnt als Laubholz beim Hieb) auf Brusthöhe (wo die Einklemmkraft stärker ist als nah an den Wurzelanläufen) zur Verwendung.
Auch kann das Blatt Aushöhlungen/Vertiefungen haben, um eine geringere Reibung zu erhalten wie in Amerika oder an speziellen Wettkampfäxten (Timbersports). In Amerika wurden massenproduzierte Äxte bis in die 1970er Jahre (bis zum großflächigen Motorsägeneinsatz) mit Vertiefungen versehen.
Welche Form die vorteilhafteste ist, muss anhand des Baumbestands, der Anwendungsart und anderer Merkmale der Axt (Masse, Blattlänge) entschieden werden. Es gibt verschiedene erprobte Formen.
Am Haupt unterscheidet man:
- den Nacken (Schlagplatte): Der Nacken ist heutzutage eine ebenflächige verstärkte ungehärtete rechteckige Schlagplatte. Es gibt zahlreiche Äxte mit ovalen oder runden Formen. In Europa wurden die Bäume bis zum 19. Jahrhundert nah am Boden ohne Säge „umgeschrotet“, deswegen war die Ausbalancierung des Axtkörpers nebensächlich wegen der eher vertikalen Schläge. In Nordamerika gab es keine Anreize, mit Holz sparsam umzugehen, das ganze Land war mit alten großen Bäumen überzogen. Die Siedler brauchten Ackerland. Die schnellste Methode damals war, den Fällkerb in Brusthöhe zu setzen. Deshalb wurden die Nacken der Äxte größer dimensioniert, sodass beim fast horizontalen Hauen die Axt horizontal bleibt.[8]

In der Vergangenheit war der Nacken in Europa rund. Um eine bessere Gewichtsverteilung und eine höhere Masse der Axt zu erzielen, vergrößerten die amerikanischen Pioniere den Nacken der Axt oder schmiedeten das Loch der Axt weiter vorne aus.
- das Haus (Haube): Das Haus umschließt das axtseitige Stielende, welches im Öhr befestigt ist.
- das Öhr (Ring, Loch): Wurde bei älteren Äxten das Öhr noch durch das Umschmieden eines ovalen Eisens gefertigt, presst man es heute mit einer Presse aus. Heutzutage sind in Mitteleuropa die „D“-förmigen Öhre verbreitet, durch die ebene Fläche im Öhr und am Stiel wird das Ausrichten der Schneide beim Einstielen erleichtert. In Skandinavien, Südeuropa und Nordamerika hingegen wird traditionell noch das tropfenförmige Öhr benutzt.

Es gibt zahlreiche verschiedene „Muster“ (“Patterns”) von Axtköpfen. In Europa hielten sich für lange Zeit spezielle Formen an den Axtköpfen wie Einkerbungen oder Rundungen; die nordamerikanischen hingegen sind im Vergleich dazu schlicht gehalten und wurden allein für den Zweck der Baumfällung geschaffen. Damit die Äxte der verschiedenen nordamerikanischen Axthersteller sich nicht alle gleichen, wurden ausgeklügelte Werbeaufkleber oder Gravierungen angebracht, etwa „Black Raven“, „Keen Kutter“, „Chemical Axe“ usw.
Fast jede Region hatte ihr eigenes Muster, das speziell den Bedürfnissen der ansässigen Holzhauer angepasst war, so die Muster: Kentucky, New Jersey, Georgia (speziell für Nadelholz), Maine…
In Europa gab oder gibt es Muster wie Tiroler, Bayrische, Kärntner, Krainer, Ungarische, Schwedische, Finnische, Deutsche Muster; von einigen gibt es wiederum Varianten.
Eine Besonderheit in Regionen mit überwiegend Nadelholz war das Führen zweier Äxte; eine für die Fällung und eine für die Entastung. Sogenannte Asthacken waren unter anderem in Tirol, Kärnten und Salzburg verbreitet.

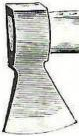
Tiroler Form
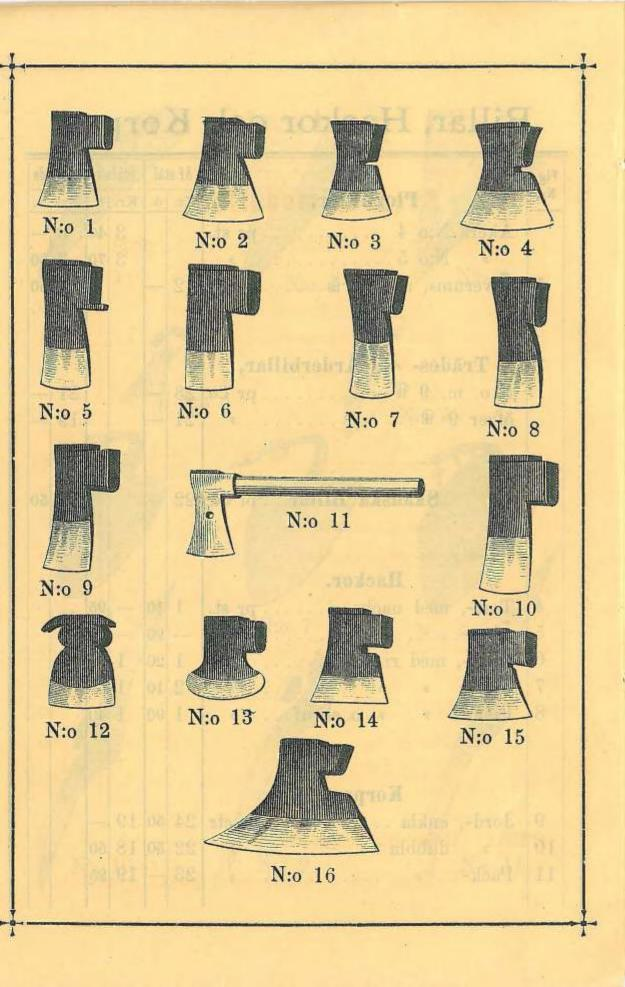
Verschiedene Schwedische Musterbeispiele
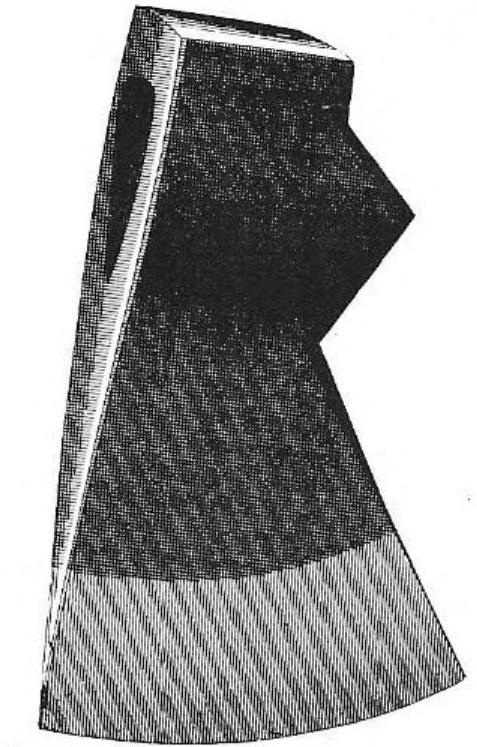
Englische Fällaxt
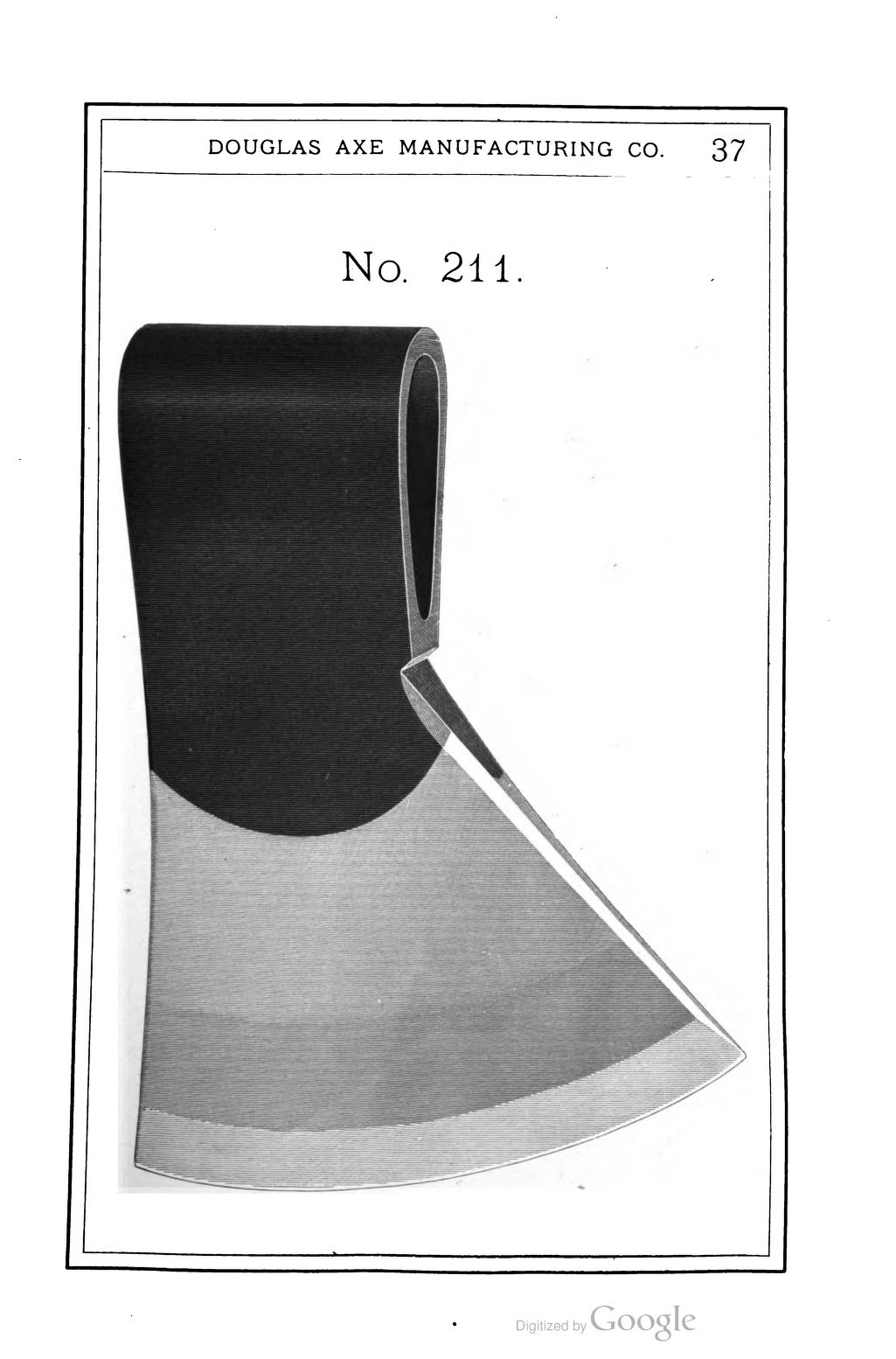
Südamerikanische Axt
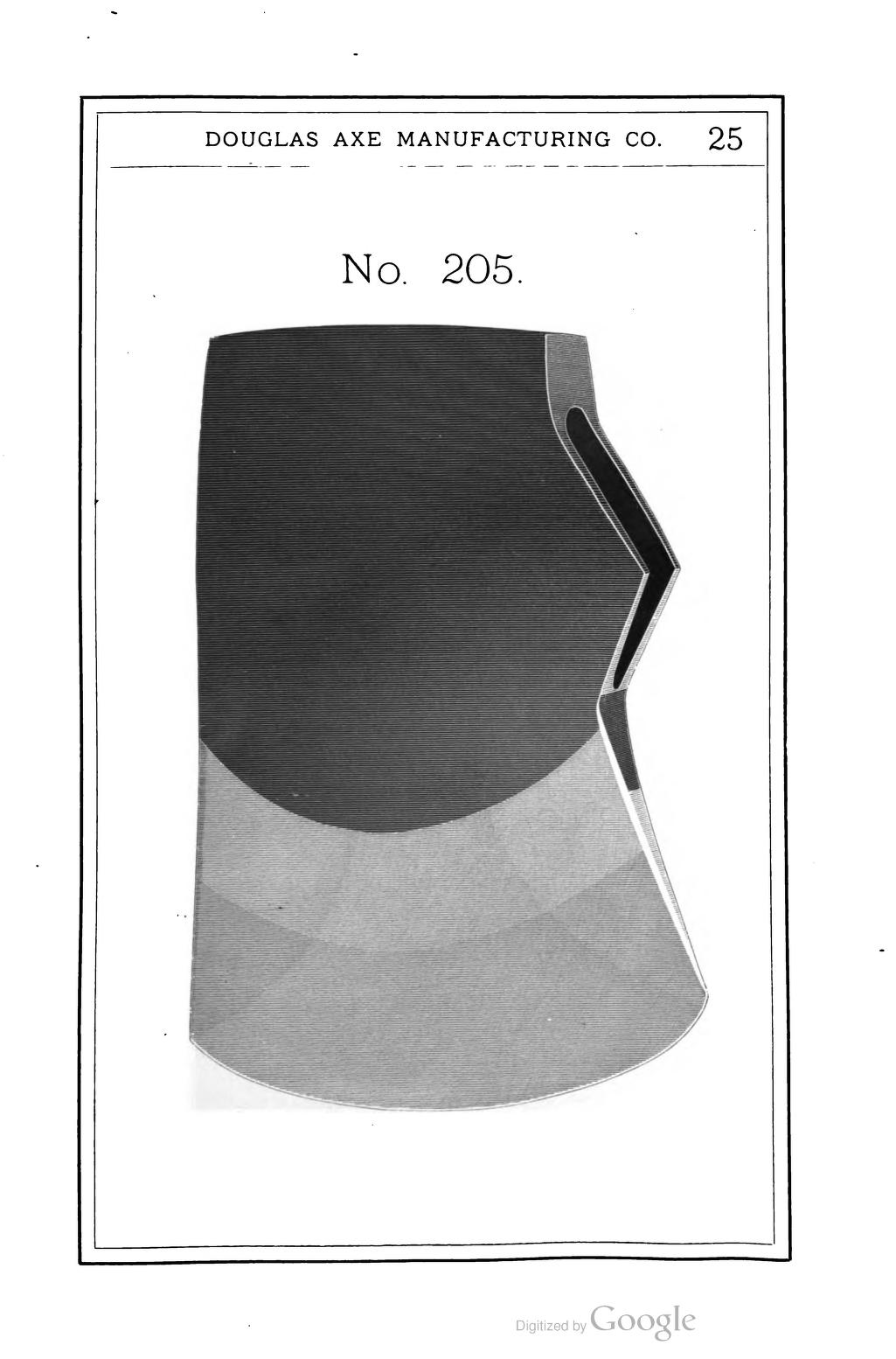
Fällaxt aus New Jersey
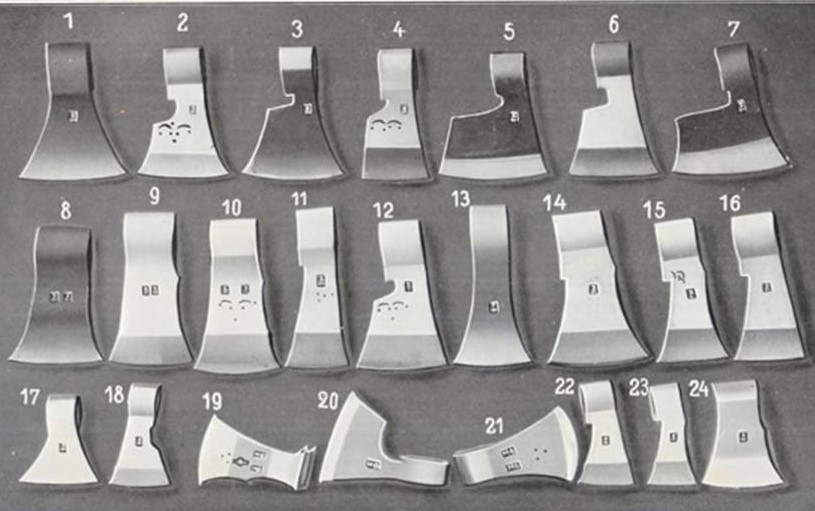
Verschiedene Axtformen aus Österreich-Ungarn

Die Benutzung einer herkömmlichen keilförmigen Axt ist sehr mühsam, da man relativ viel Kraft aufwenden muss, um sie in das Holz zu treiben, und weil sie dazu neigt, sich zu verkeilen, wenn sie tief im Holz steckt. Die Stiele brechen häufig ab, wenn man die Klinge herauszieht, nachdem sie sehr tief in hartes Holz getrieben wurde. Auch das Schärfen war aufwendig.
Deshalb machte man sich Gedanken, wie man die Axt schneller nachschärfen und das Axtblatt so ausformen konnte, dass weniger Blattfläche gleichzeitig in Kontakt mit dem Holz war und so eine sehr begrenzte Schaukelbewegung ausführte, um die Axt zu lockern und zu entfernen. Verschiedene Lösungen wurden bereits zu Ende des 19. Jahrhunderts angewendet wie Patente und Kataloge zeigen.

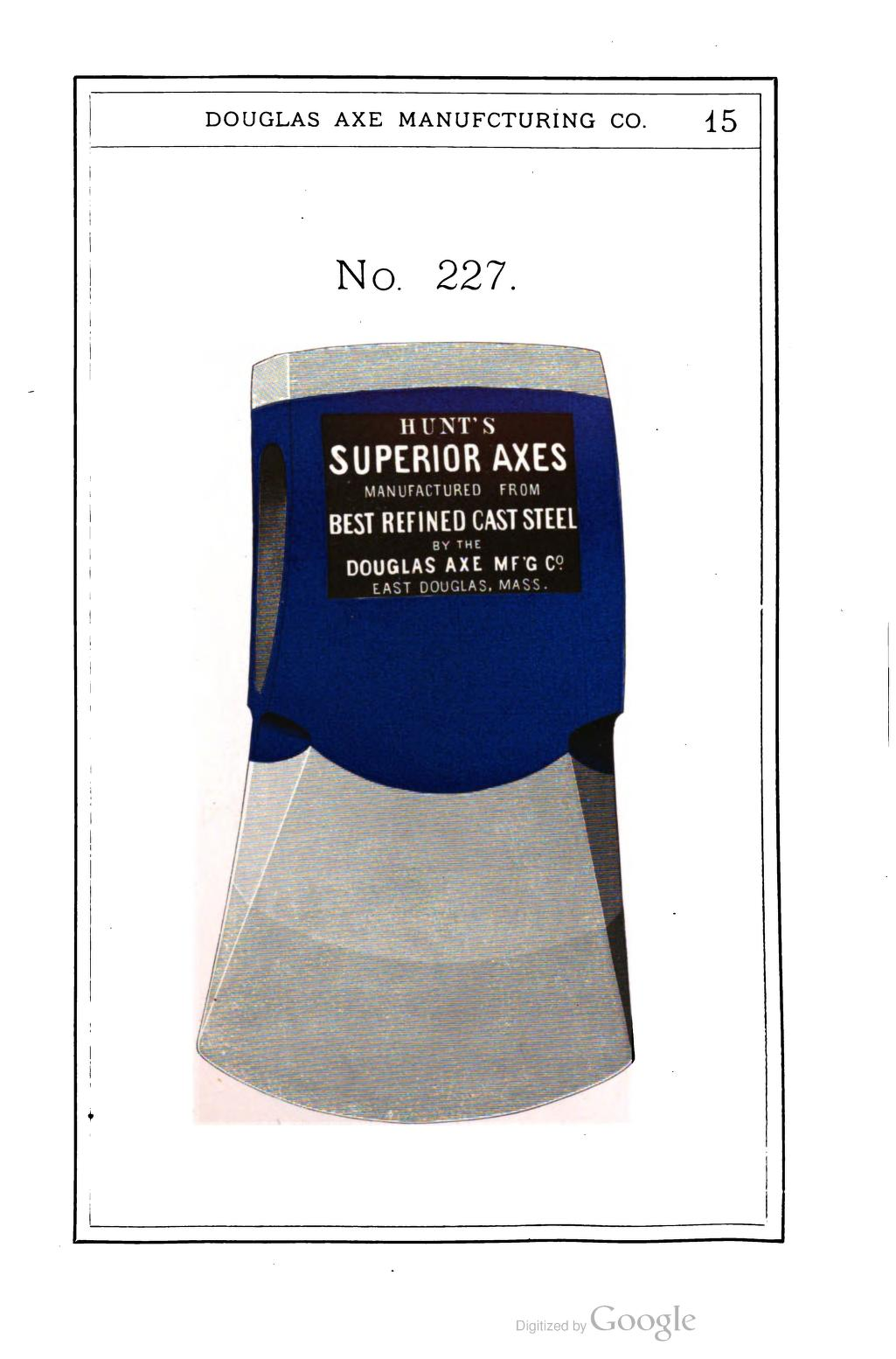
Axt aus 1870ern mit Fasen
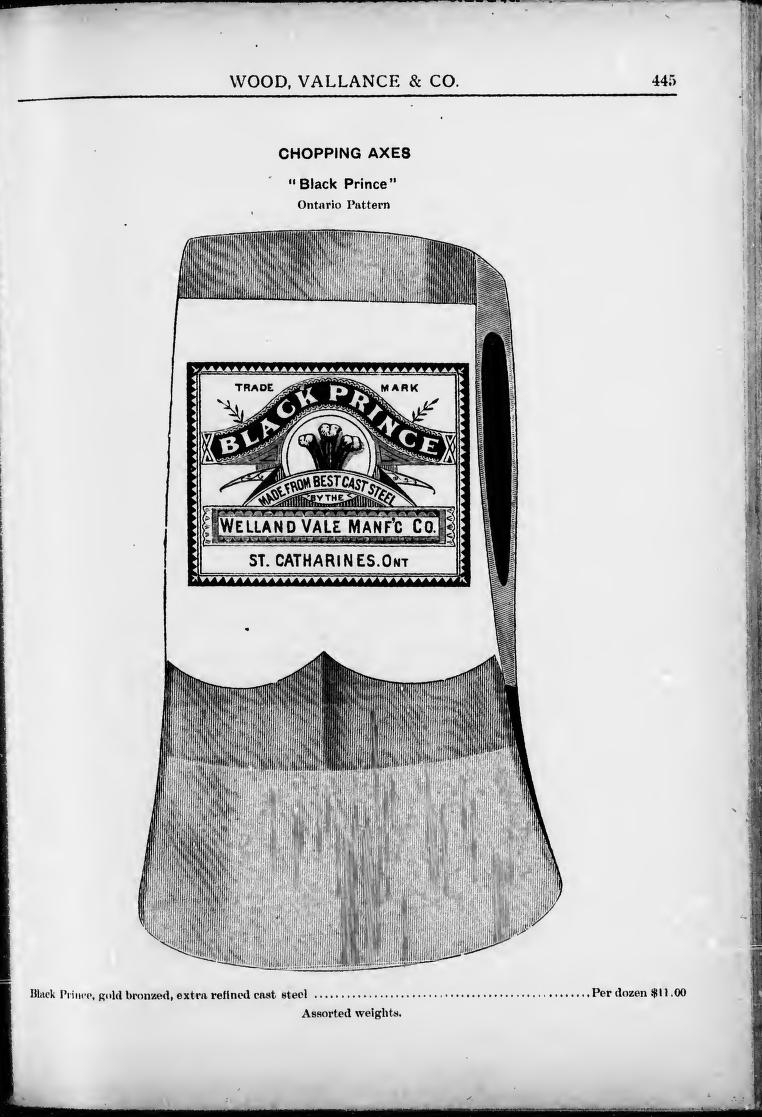
Axt aus 1890 mit Erhöhung in der Mitte
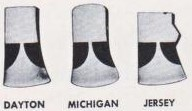
Verschiedene Axtformen mit Aushöhlungen, wie sie bis in die 1970er so gemacht wurden

## Blatt und Schneide
Um zu verstehen, warum bestimmte Blätter (bzw. Äxte) so aussehen, wie sie aussehen, muss man zuerst wissen, welche Methoden früher verwendet wurden, um Bäume zu fällen. Auch bestimmen Baumart, Standortfaktoren und Fällungsarten die Proportionen des Blattes.
Wurden früher (vor 1950, je nach Region unterschiedlich) die Häuser und Blätter aus Eisen hergestellt, so musste viel mehr Material eingesetzt werden, um eine stabile Axt zu erhalten. So hatte z. B. eine Entastungsaxt ein kräftigeres Haus als eine Fällaxt, um den höheren Belastungen standzuhalten. Mit der Verwendung von Stahl für die gesamte Axt konnte diese gleich stabil, aber in allen Teilen dünner, ausgeführt werden.
Das Blatt war in früheren Zeiten (vor Mitte des 20. Jahrhunderts) ein kompletter (Keilwinkel: 20–30°) Keil. Solch eine Ausformung ist für einen guten Spanauswurf beim Entzweihacken eines liegenden Stammes vorteilhaft. Durch die relativ dicken Blätter war ein Brechen derselben häufig, besonders bei Minusgraden. Die Dickenzunahme macht jedoch ein Nachschleifen zeitaufwendiger.
Solche Blätter waren zweckmäßig beim umschroten der Bäume (Axt allein) und dem zerschroten liegender Stämme. Ein Einklemmen der Axt durch den nichtausgeworfenen Span ist ein Problem, das diese Ausformung löste. Aber nicht nur die Vorteilhafte Ausformung des Blattes stand im Vordergrund, auch das, im Vergleich zum Stahl, schwache Eisen war ein Grund für die Dicke und Keilförmigkeit. Es kamen immer wieder Ausbrüche hinter der Schneide vor.
(Heute findet eine ähnliche Ausformung nur noch bei Timbersports Anwendung)
Kommt die Axt jedoch beim Fällen in Zusammenwirkung mit der Säge oder allgemein Arbeiten, die das Blatt wenig auf Biegung belasten, kann es dünner und die Seiten mehr parallel sein. Eine Keilwirkung wird nicht benötigt und das Dünnbleiben über die Blattlänge macht das Nachschleifen gleichbleibend.
Blätter solcher Äxte haben Winkel von 10–15°. Die Keilwirkung der nicht zwingend balligen Schneide ist ausreichend, um ein übermäßiges Stecken zu vermeiden.
Anfang der 1950er wurde herausgefunden, dass sich das Blatt bei jedem Hieb minimal verdreht. Deshalb wurde das Blatt dünner und leichter gemacht und eine spezielle Stahllegierung verwendet. Durch das dünne Blatt sind die Zug- und Druckspannungen viel geringer als bei dicken Blättern. (Zur Veranschaulichung kann man einen 200 mm langen und 20 mm breiten Glasstreifen bis zu einem Ausschlag von ≈5 mm biegen, ein doppelt so dicker bräche.)
Die Blätter der Äxte wurden über die Zeit immer dünner ausgeschmiedet, wodurch sich ihr Gewicht, bei gleich bleibender Eindringtiefe, verringerte. So war z. B. die Bündner Axt um 1900 noch 2 kg bei 22 cm Schneidenbreite schwer, um 1970 nur noch 1,5 kg bei gleich gebliebener Schneidenbreite.
Die Schneide einer Entastungsaxt sollte immer, mehr oder weniger, ballig (parabelförmig) ausgeformt sein.
Die Schneide einer Fällaxt, welche gleichmäßig über einen viel größeren Bereich auf Biegung beansprucht wird, kann einen vollständigen Keil oder gering ballig ausgeformt werden.
Je nach Stahlqualität, Auftreffwucht pro mm, Ablenkwinkel, der Baumart, Frost und Eigenart des Baumes wird die Schneide spitzwinkliger oder stumpfwinkliger ausgeformt.
Für Nadelholz oder weiches Laubholz kann ein 15 mm langer, 14–15° Winkel angewandt werden.

Für härteres Laubholz ist hingegen ein 10 mm langer, 16° Winkel empfehlenswert.

Um den vordersten Millimeter Schneide widerstandsfähiger zu machen schleift man ihn 20°.

Mit all diesen Winkeln kann, in Grenzen, beliebig experimentiert werden.

Bei Frost braucht es natürlich größere Winkel da das Holz gefroren ist. Auch ist erst die Axt durch leichte Hiebe aufzuwärmen.
Nach dem Feilen oder Grobschliff poliert man die Schneise und den Blattteil der meistens mit Holz in Berührung kommt. Dadurch werden die Schleifrinnen abgetragen bzw. plastisch verformt und die Kerbempfindlichkeit herabgesetzt.

### Die Schrotaxt
Kommt bei der Fällung ohne Säge von durchmesserstarken Bäumen und der Aushackung von Wurzeln zum Einsatz.
Die Schrotaxt war 25–35 cm lang, sodass der Stiel nicht hinderlich wird.
Auch war das Öhr nicht zu breit, so musste die Kerbe nicht so breit gehauen werden.
Wollte man ein annehmbares Axtgewicht (1,7–2,5 kg) nicht überschreiten, musste die Schneide relativ kurz (8–10 cm) sein. Aber auch die größere Dicke der alten stumpfwinkligeren Eisenblätter verlangte eine Kurzhaltung der Schneide um eine akzeptable Eindringtiefe zu gewährleisten.
Im Vereinigten Königreich das sehr wenig Waldfläche besitzt wurden die Bäume noch näher am Boden angehauen. Dazu kam eine sogenannte „Rounding“ Axt zum Einsatz. Sie wurde zusammen mit der Säge für geringstmöglichen Holzverlust eingesetzt.
Ein Unterschied zur Schrotaxt ist die fast doppelte Schneidenlänge durch die die enorme Masse von 2,3–3,6 kg verursacht ist.
Eine solche Axt wurde nicht über einen ganzen Tag, sondern nur für bestimmte Bäume (z. B. wertvolle oder für Schiffsmasten) verwendet.
In der Schweiz existierte eine ähnliche Axt, die Bündner Axt. Sie hatte eine Schneidenlänge von 21–22 cm und ein Gewicht von 2 kg; später dann 1,5 kg. 2⁄3 des Schneidenteils näher dem Stiel wurden zum Entasten benutzt, da dort die Schlagruhigste Zone ist. Zum „Feinputzen“ wurde das obere Drittel, ähnlich einem Breitbeil, verwendet.

### Gemeine Stockhacke, Holzhacke
Diese Äxte hatten Längen von ca. 20–25 cm und Schneidenbreiten von 8–10 cm. Durch die geringere Länge hatten sie Massen von 1,3–1,8 kg.
Je nach Baumart konnten die Dimensionen unterschiedlich ausfallen. Z. B. brauchen harte Laubhölzer kürzere Schneiden oder höhere Massen, sprich mehr Auftreffwucht (Kinetische Energie) pro mm Schneidenbreite.

### Die Entastungsaxt
Diese speziellen Äxte wurden in Gebieten mit hauptsächlich Nadelholz verwendet. Die Häuser dieser Äxte waren „stark im Eisen“ um den abrupten Belastungen beim entasten standzuhalten. Die Schneiden waren 15–21 cm lang und die Masse betrug 1–1,8 kg.
Durch die lange Schneide musste weniger genau getroffen werden, dadurch wurde der Stiel geschützt. Eine häufige Stielbeschädigung bei kurzschneidigen Äxten tritt auf wenn ein Ast durchschlagen wird und der Stiel den nächsten traf.

### Die Ganzstahlaxt
Dadurch, dass die gesamte Axt nun aus Stahl geschmiedet wurde, konnten die verschiedenen Teile dünner und demnach leichter werden. Die Schneidenbreiten betragen 13–15 cm je nach Axtmasse. Dedizierte Entastungsäxte haben Schneidenlängen von 15–18 cm. Solche Äxte wiegen 0,8–1,2 kg für die Nadelholzfällung, je nach Größe bzw. Durchmesser. Für die Laubholzfällung verwendet man 0,8–1,4 kg schwere Äxte.
Für die Entastung von kleineren (<1,5 FM) Nadelbäumen kommen 0,8–0,9 kg; für größere (>1,5 FM) bis 1,25 kg in Frage, bis 1,4 kg bei Weißtanne. Für die Entastung von kleineren (<1 FM) Laubbäumen kommen 0,8–1 kg; für größere (>1 FM) bis 1,25 kg zur Anwendung.
Durch diese Massenreduzierung der gesamten Axt und der Dickenreduzierung des Blattes konnten bei geringerer Axtmasse gleiche Arbeitsleistungen bei geringerer Belastung des Arbeiters erzielt werden. Auch glichen sich Fäll- und Entastungsäxte dadurch mehr und mehr.
So war das Arbeitsvermögen in den ersten Arbeitsstunden mit einer schwereren Axt zwar höher, weil jedoch der Arbeiter mit der leichteren Axt seine Schlagfrequenz und Geschwindigkeit des Hiebs aufrechterhalten konnte, erzielte dieser trotzdem höhere Arbeitsleistung.

## Der Stiel

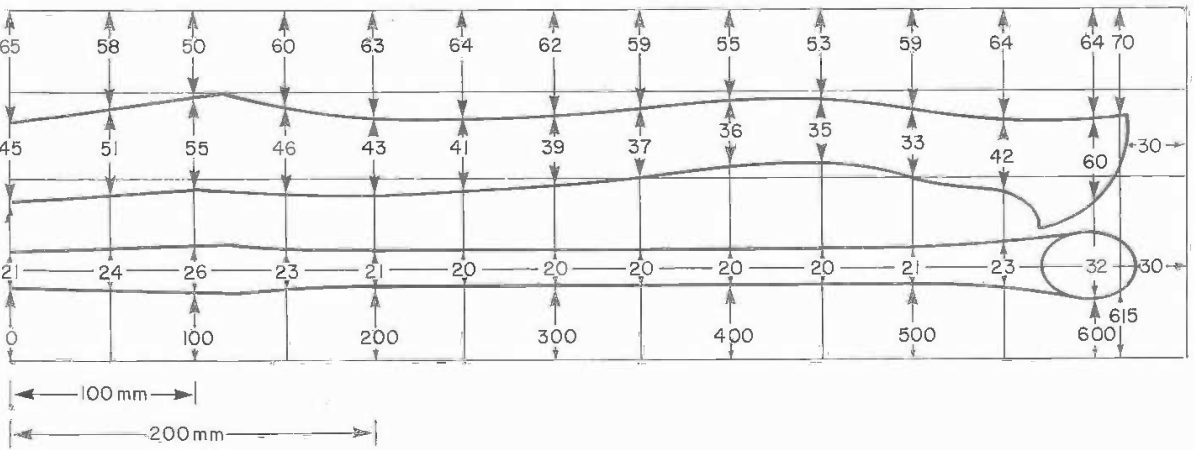
Eine gute Referenz, um zu sehen, welche Dünne ein Stiel aushält.

Der Stiel (Helme, Hölb, Holm) der Axt besteht am besten aus einem zähen Laubholz. In Mitteleuropa wird traditionell Esche verwendet, aber auch andere zähe Laubhölzer sind geeignet wie Buche, Birke oder Ahorn. In Amerika hingegen Hickory, das alle in Europa heimischen Laubhölzer in ihren Eigenschaften übertrifft.
Das Hickoryholz hat gegenüber Esche eine höhere Dichte, ist abriebfester und etwas spröder. Esche ist jedoch elastischer, zäher und für die Schwingungsdämpfung besser.
Beim Anfertigen des Stieles ist darauf zu achten, dass der Faserverlauf (beste Ergebnisse durch Verwendung gespaltenen Holzes) nicht unterbrochen wird und die Fasern möglichst parallel zur Richtung des Blattes sind. Auch darf er nicht zu breit sein, damit er flexibel und möglichst vibrationsdämpfend ist.
Der Stiel kann gerade, einfach oder doppelt geschweift sein. Der letztere kam in Nordamerika nach dem Ende des Amerikanischen Bürgerkriegs auf. Er zeichnete sich durch eine bessere Gewichtsverteilung, geringeres Gewicht, Flexibilität und die Hinzufügung eines Knaufs aus.
Durch hinabgleiten der Hand am doppelt geschweiftem Stiel wird die Axt zusätzlich leicht beschleunigt.
Direkt unter dem Kopf ist der Stiel auf ca. 50 mm Länge um einiges breiter als im Bereich näher den Händen. Diese Verdickung ist dazu da, dass der Stiel beim Heraushebeln der Axt nicht bricht oder der Kopf sich lockert; ein Problem beim tiefen Eindringen einer Axt mit dünnem Blatt in bestimmten Hölzern.
Bestimmte Lösungen wurden erdacht, um das Problem zu vermindern, wie längere Öhre und/oder „Ansätze/Lappen“ unter dem Haupt, wie bei den Axtformen aus den Gegenden um Jersey oder Kentucky. Beide Lösungen haben gemeinsam das Drehmoment (durch einen kürzeren Hebel (Bartlänge soll möglichst kurz gehalten werden)) beim Auftreffen der Axt nahe der Ferse zu verringern.
Die Lösung der Ausschmiedung eines „Ansatzes“ hat 2 Vorteile:
- Eine kleine Gewichtszunahme relativ zur dazugewonnenen mechanischen Verbindungskraft des Kopfes an den Stiel
- Einen Formschluss der „Ansätze“ am Stiel (wenn der Kopf ein Drehmoment durch einen Schlag nahe der Ferse erfährt, drücken die „Ansätze“ ins Stielholz und werden gestoppt)

Ein verlängertes Haus, entweder ganz umschlossen (siehe Galerie) oder nur vorne wie bei der Belgischen Fällaxt, schützt den Stiel.

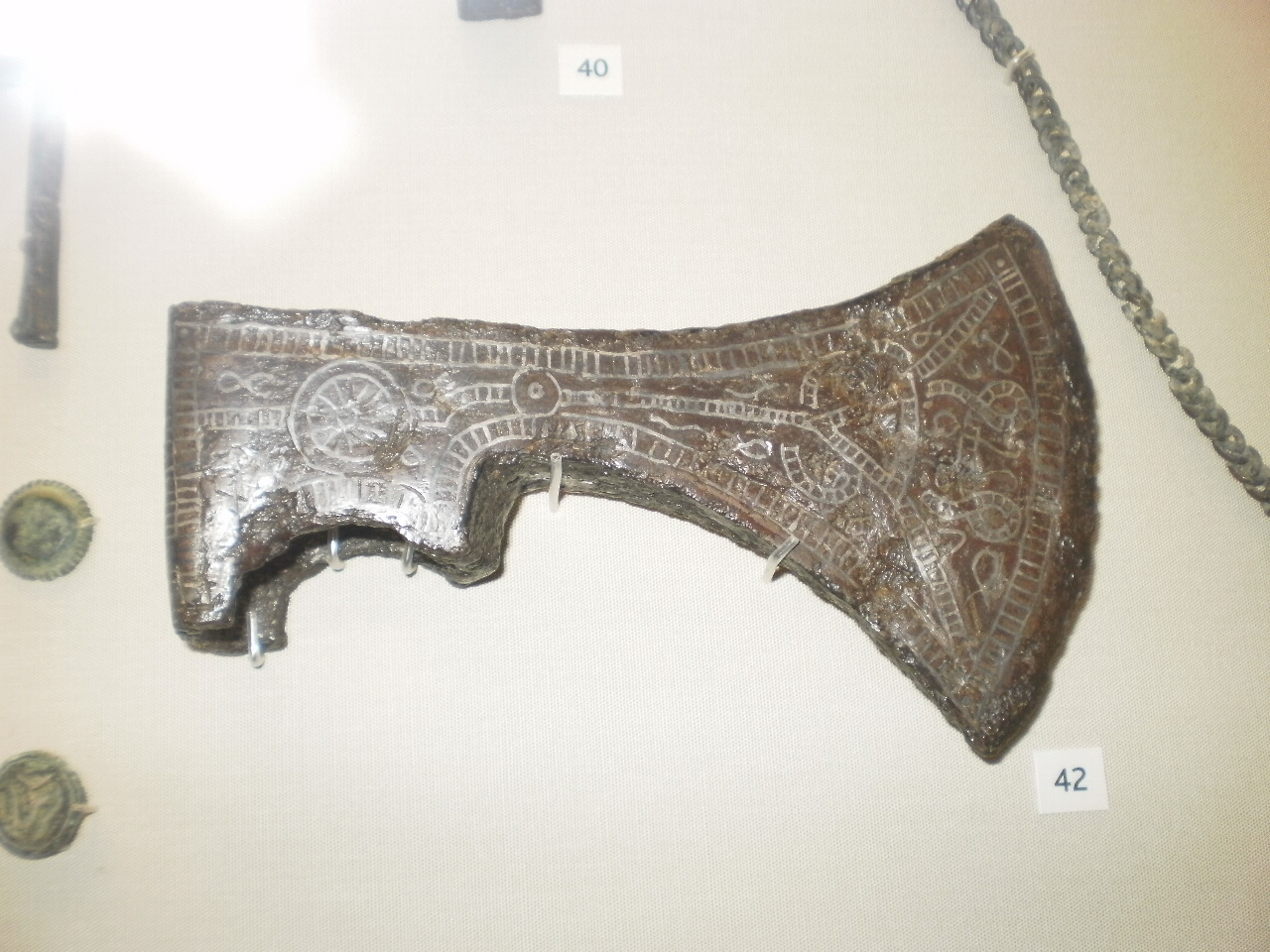
Eine möglichst große Kontaktfläche verhindert ein vorzeitiges Lockern des Axtkopfes
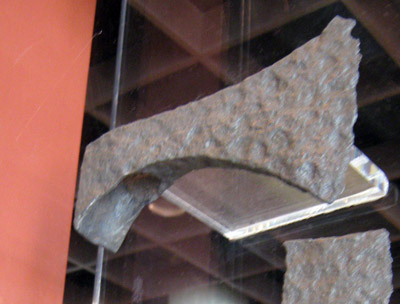
Francisca Wurfaxt mit verlängertem Nacken der eine Rotation des Kopfes beim Aufschlag auf ein Ziel vermindert
Schwedische Fällaxt 17. Jahrhundert
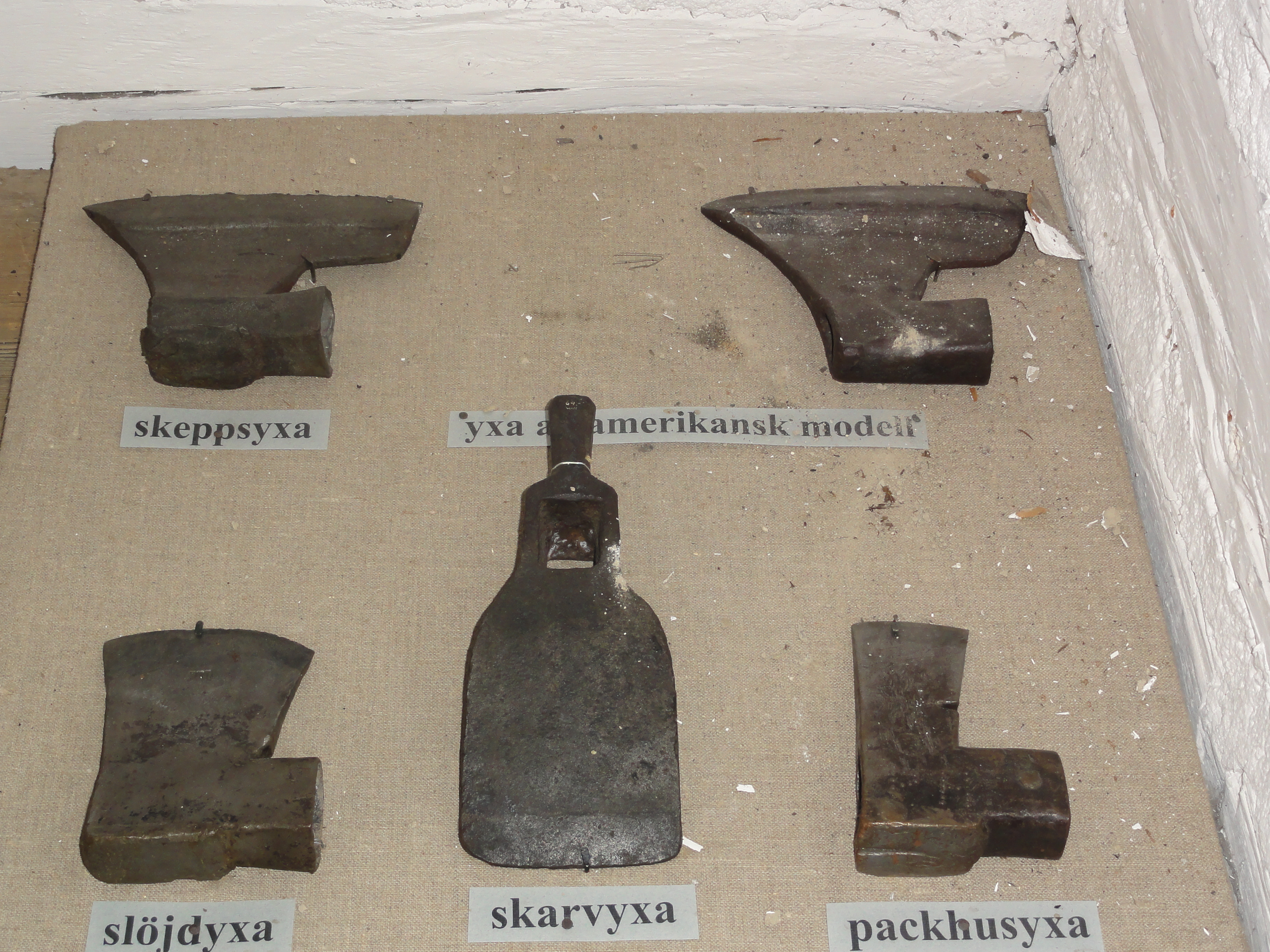
Größere Kontaktfläche und Stielschutz an Schwedischer Äxte durch „Tülle“
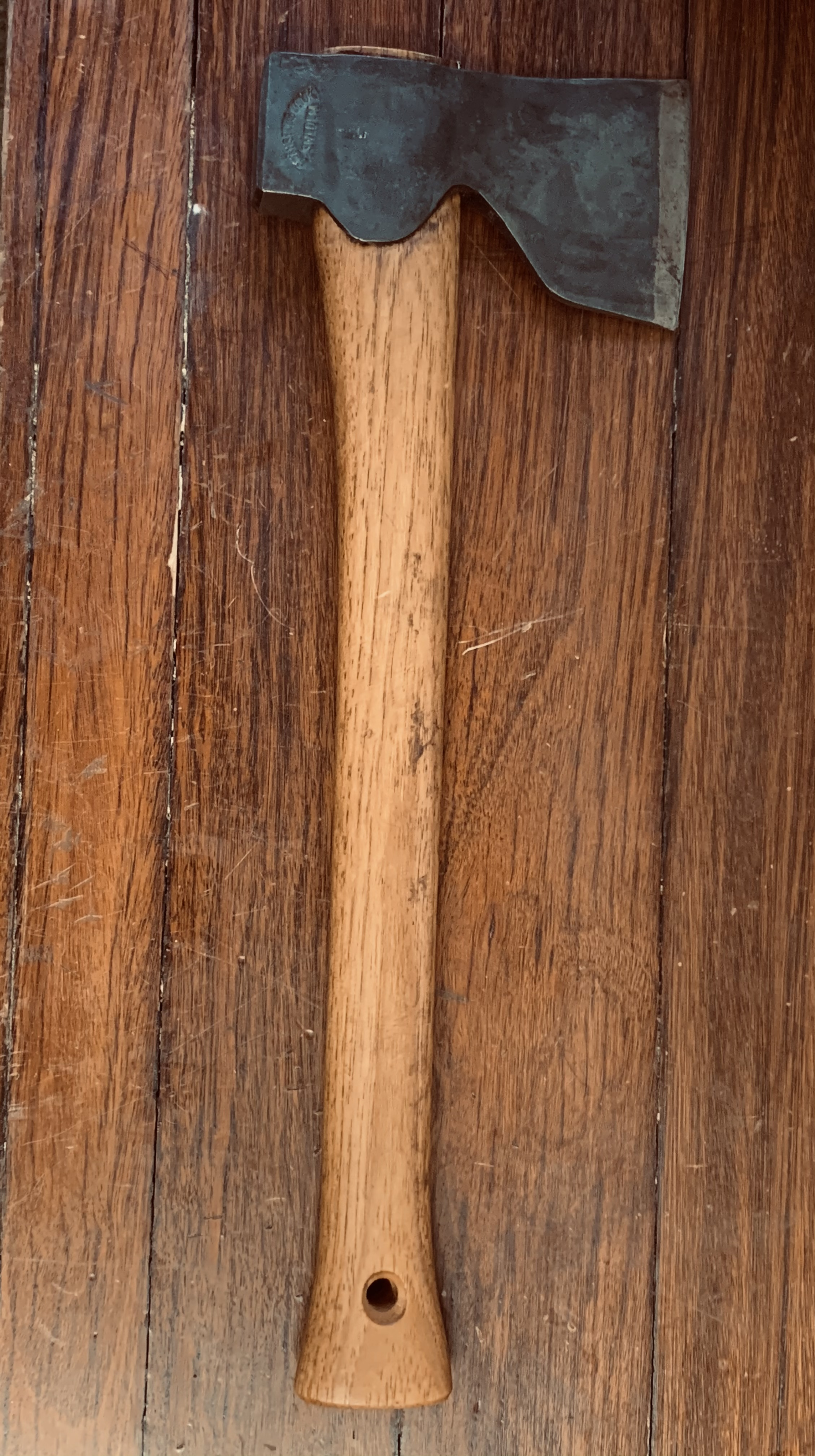
Moderne Ausprägung runder Ansätze an einer Schwedischen Zimmeraxt
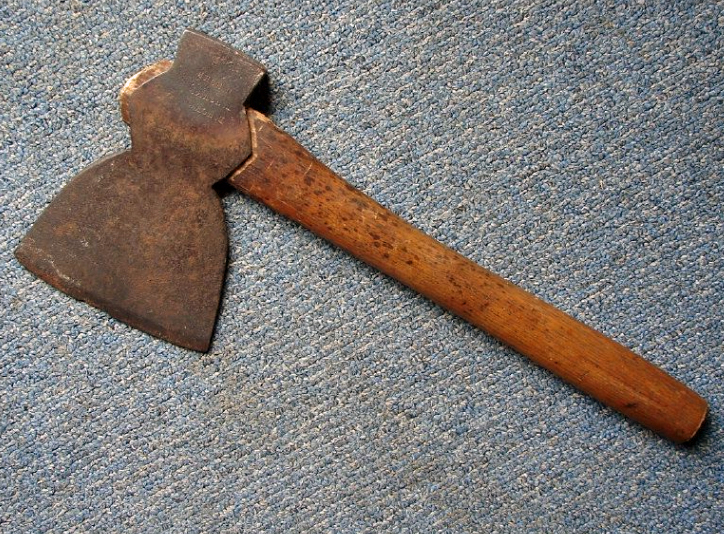
Eigenartige Ausformung eines Hauses Englischer Art: „Kent“, „Suffolk“ Formen, um zwei zu nennen
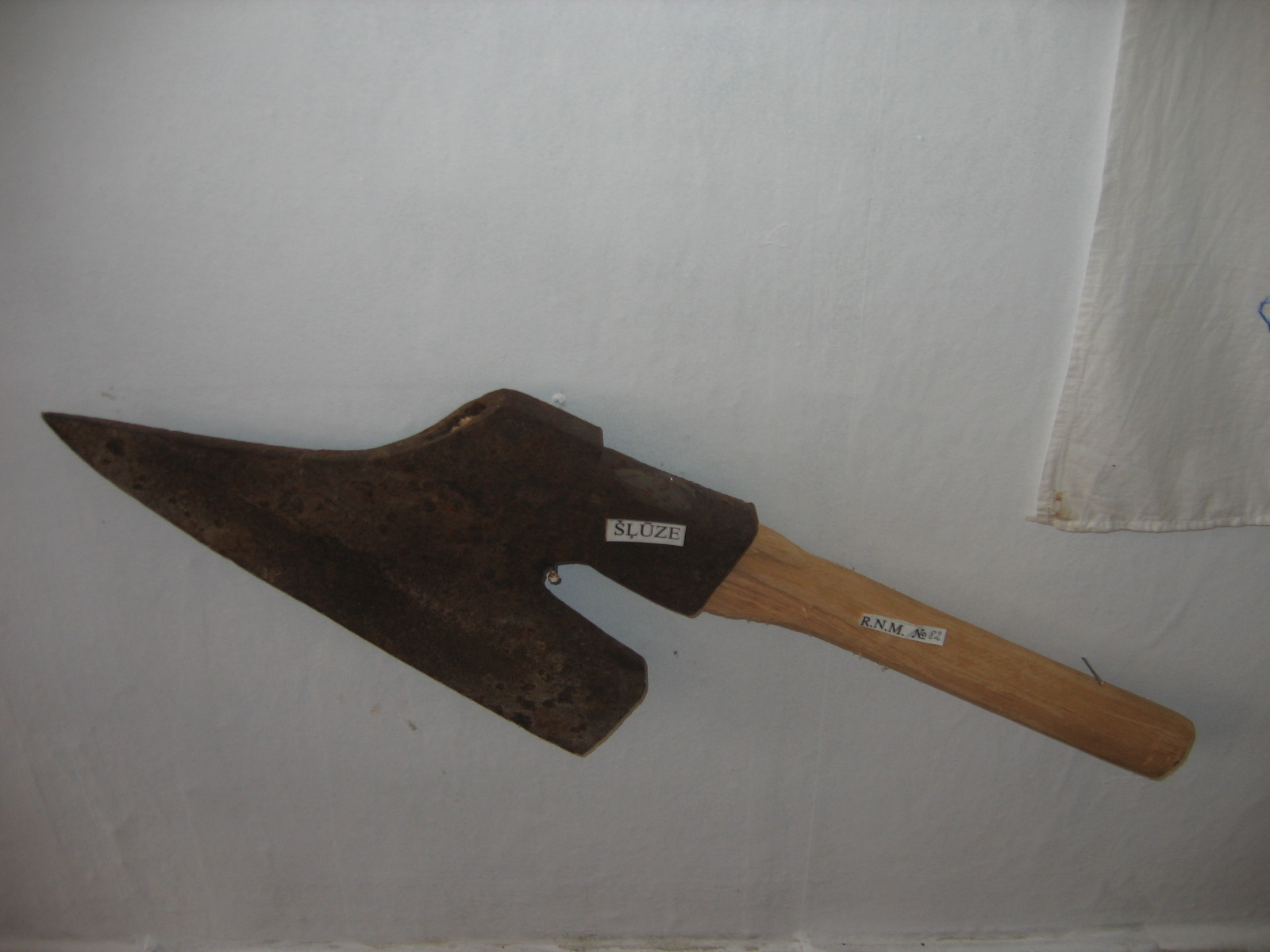
Verlängerung an einer Behauaxt deutscher Form
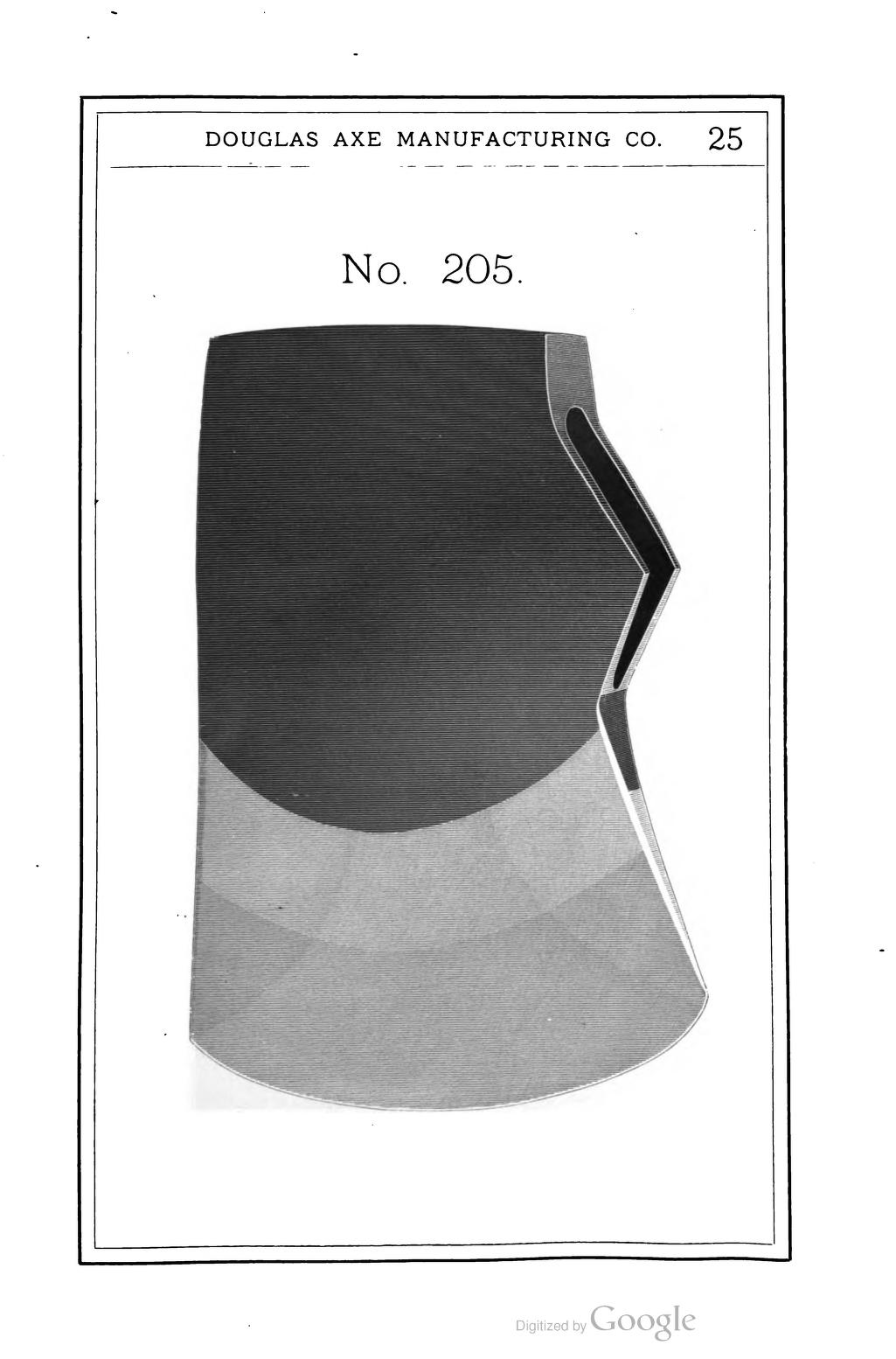
Jersey Fällaxt 1876
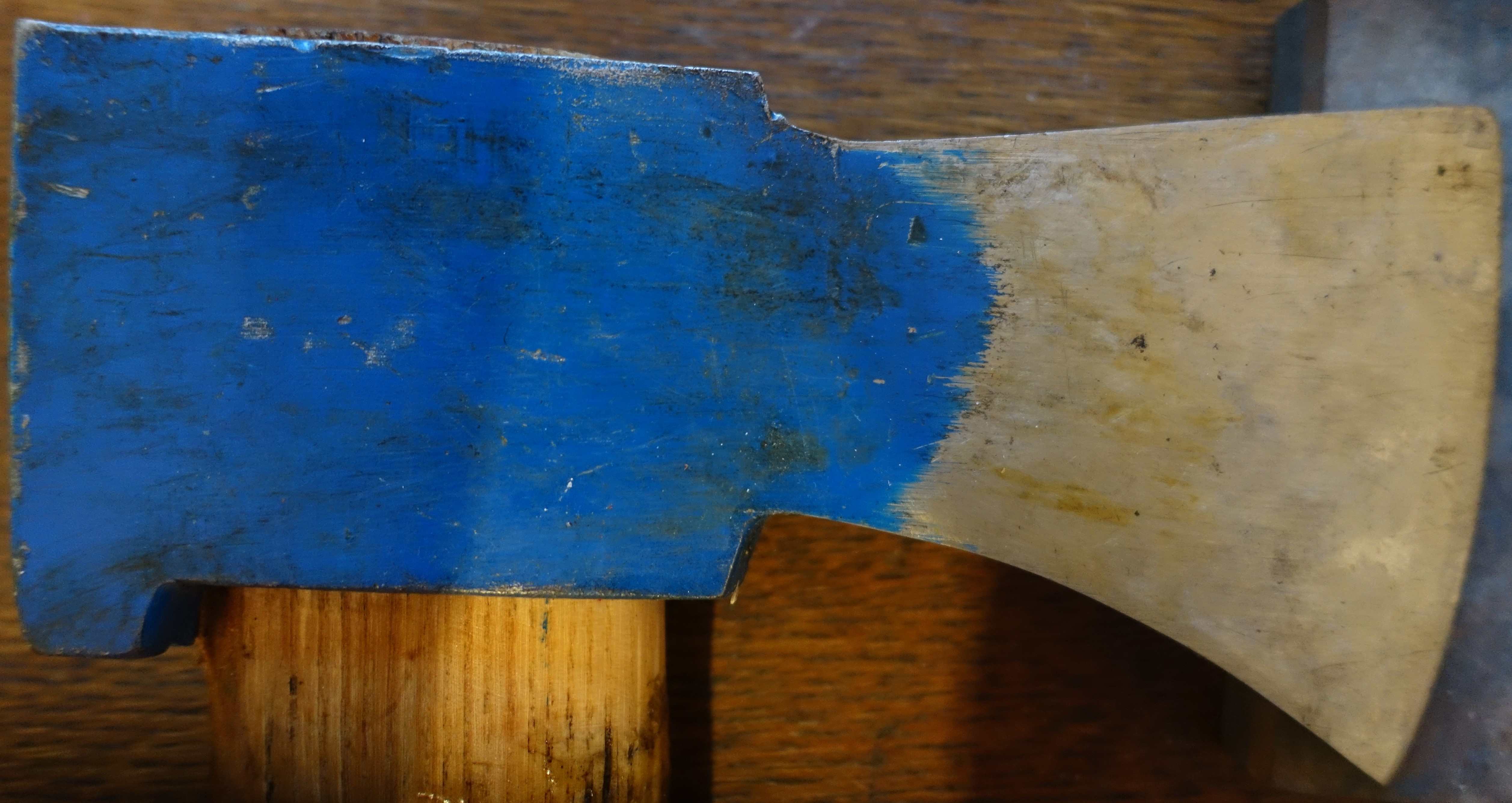
Spaltaxt mit verlängerter Schlagplatte